# Öhringen
Öhringen ist eine Stadt im fränkisch geprägten Nordosten Baden-Württembergs, etwa 25 km östlich von Heilbronn gelegen. Erste Besiedlungen in geschichtlicher Zeit lassen sich durch die Römer nachweisen, die am Limes zwei Kastelle errichteten. Erstmals urkundlich erwähnt wurde die Stadt und ihr Chorherrenstift im auf das Jahr 1037 datierten Öhringer Stiftungsbrief als Oringowe. 1677 wurde Öhringen zur Residenzstadt der Fürsten zu Hohenlohe und erlebte einen baulichen und wirtschaftlichen Aufschwung. Nach dem Übergang an Württemberg 1806 wurde die Stadt zur Oberamtsstadt, 1938 zum Sitz des Landkreises Öhringen und blieb bis zur Gründung des Hohenlohekreises 1973 Kreisstadt.
Mit ihren 25.673 Einwohnern (Stand 31. Dezember 2024) ist Öhringen die größte Stadt des Hohenlohekreises und seit 1994 dessen einzige Große Kreisstadt. Für die umliegenden Gemeinden ist sie Mittelzentrum in der Region Heilbronn-Franken.

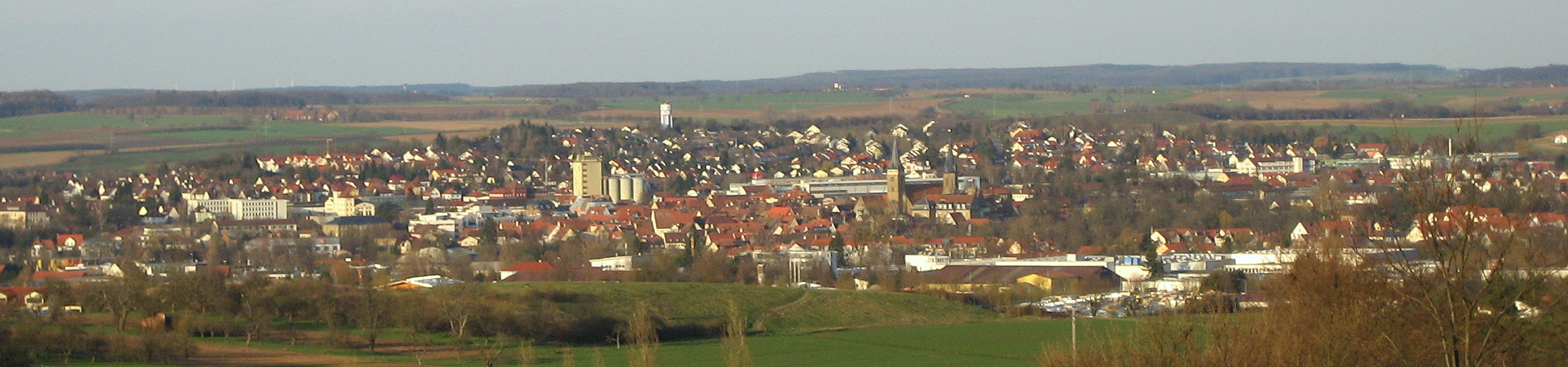
Öhringen von Westen; im Hintergrund die Hohenloher Ebene, rechts die Stiftskirche und das Schloss

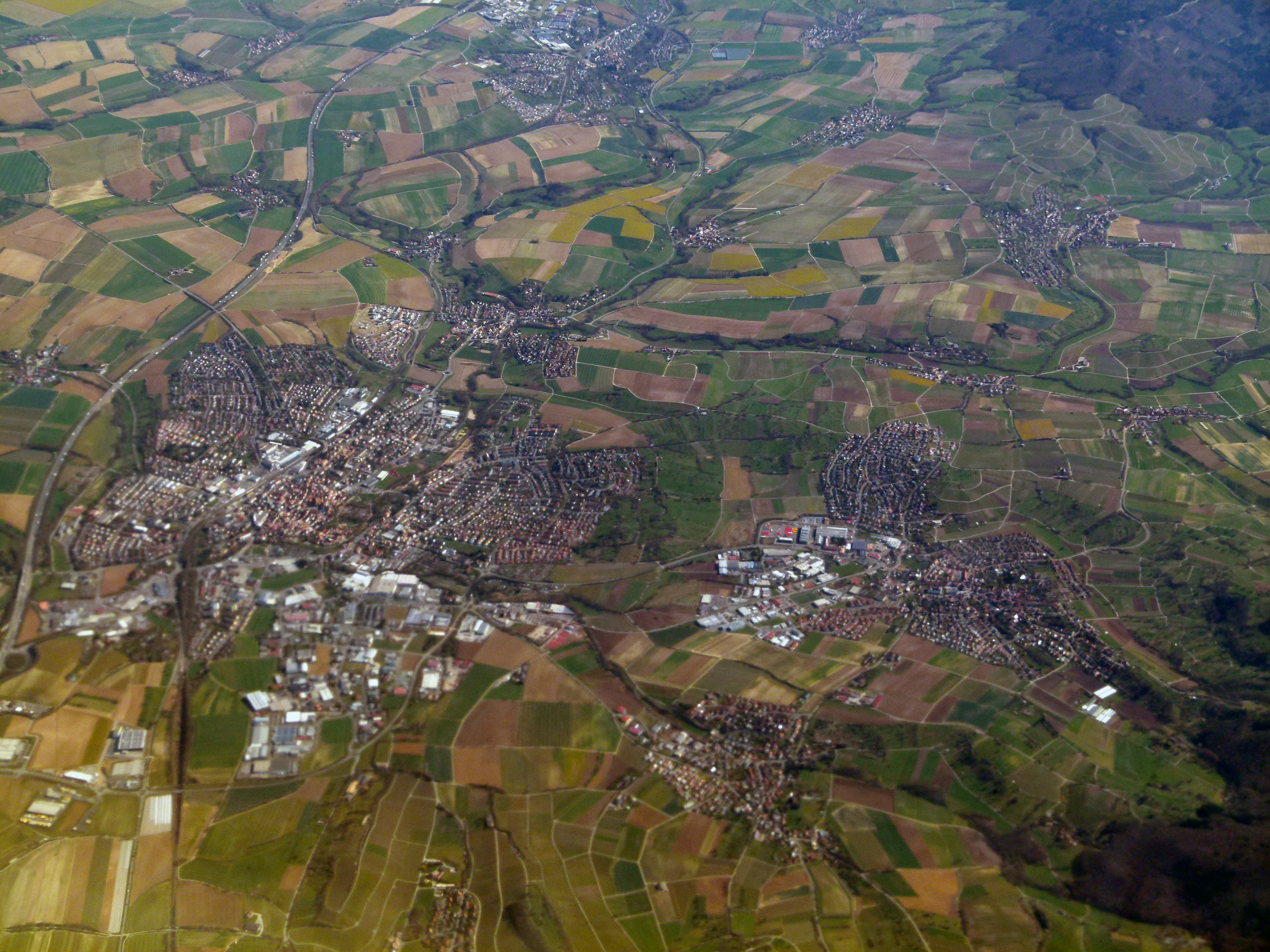
Luftbild von Öhringen

## Geographie

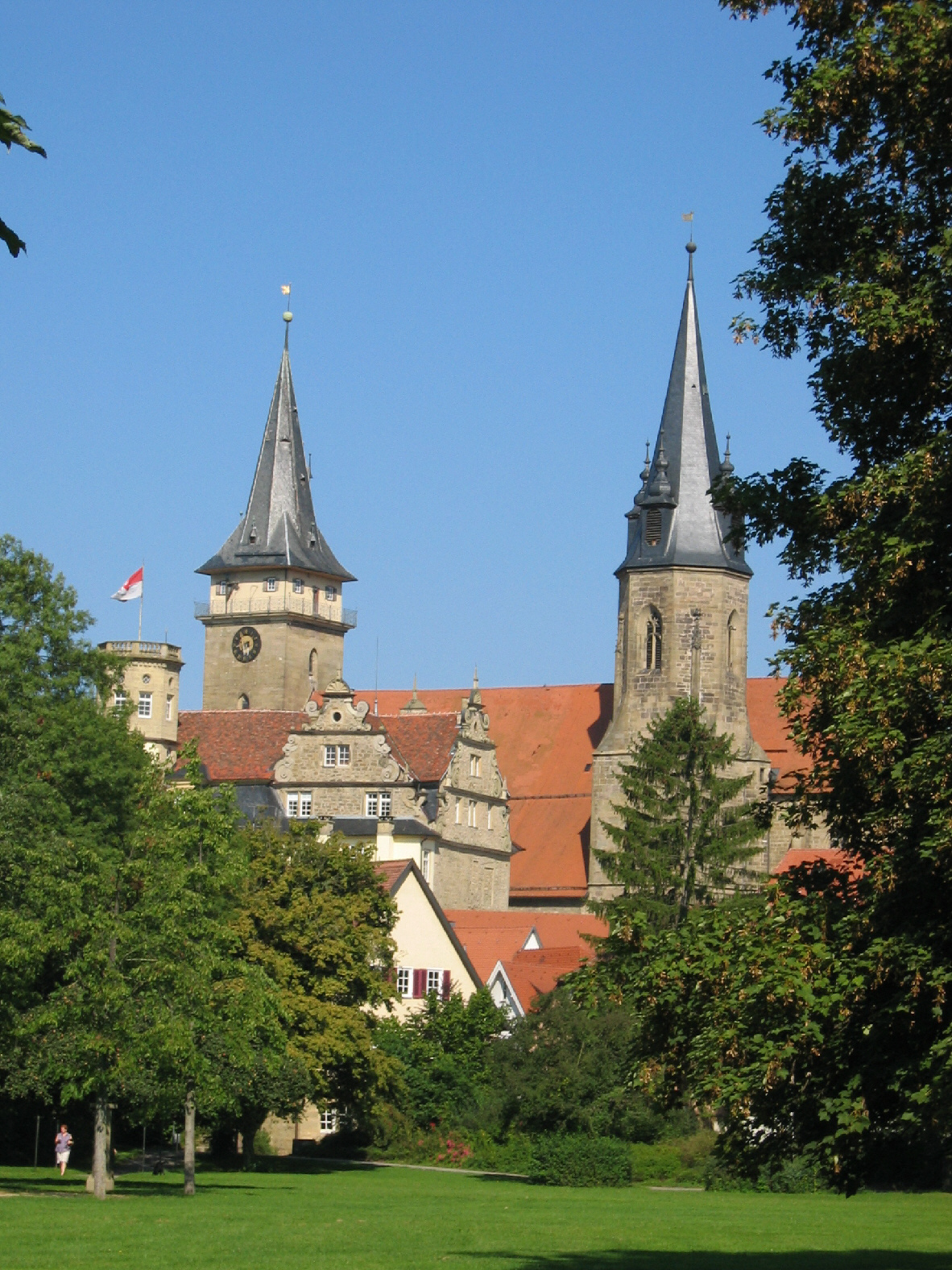
Stiftskirche und Schloss (Blick von der Allmand)

### Geographische Lage
Öhringen liegt im westlichen, tiefer gelegenen Teil der Hohenloher Ebene, zwischen der Keuperstufe der Schwäbisch-Fränkischen Waldberge und dem Kochertal. Die Stadt breitet sich über das flache Tal der Ohrn aus, eines kleinen Flusses, der etwa 10 km talwärts im Stadtteil Ohrnberg in den Kocher mündet. Das Stadtgebiet liegt zwischen 168 m ü. NN im Kochertal an der Kreisgrenze bei Möglingen und 486 m ü. NN im Mainhardter Wald auf der Karlsfurter Ebene, die noch zum Stadtteil Michelbach gehört. Die Höhe in der Kernstadt selbst schwankt zwischen 215 m ü. NN und 280 m ü. NN.
Das Öhringer Gebiet entwässert zum Kocher, der zwischen Ohrnberg und Sindringen in die Markung eintritt, etwa 3 km flussaufwärts von Ohrnberg. Er verlässt die Gemarkung und das Kreisgebiet nach 6 km westlich des Stadtteils Möglingen. Die Ohrn hat eine breite, ebene Talsohle im Nordwesten der Stadt und bei Möhrig geschaffen. Ab Unterohrn verläuft die Ohrn bis zur Einmündung in den Kocher in den harten Schichten des Muschelkalks und hat dort ein tiefes Tal eingeschnitten. Dieser Abschnitt des Flusslaufs wurde als Ohrntal 1963 zum Landschaftsschutzgebiet erklärt. Der Maßholderbach und der Westernbach, die nordwestlich der Kernstadt in die Ohrn münden, bilden im nordöstlichen Teil der Gemarkung ebenfalls flache Talmulden.
Das Naturschutzgebiet Viehweide Michelbach befindet sich auf Michelbacher Markung.
Öhringen liegt am südwestlichen Rand des Ostfränkischen Sprachraums, wobei in der speziellen Öhringer Mundart auch Einflüsse von Rheinfränkisch und Schwäbisch auszumachen sind.

### Geologie
Naturräumlich betrachtet ist die Hohenloher Ebene ein Teil des Südwestdeutschen Schichtstufenlandes und gehört zur Triaslandschaft. Sie ist eine der sich in einem Band mit wechselnder Breite vom südöstlichen Rand des Schwarzwalds über die Fränkische Gäubucht bis ins Fränkische im Norden erstreckenden Gäuflächen und geht in Norden und Osten ins Bauland, den Taubergrund und die Haller Ebene über. Die Hohenloher Ebene selbst umfasst das Gebiet um Kocher und Jagst bis zum Fuß der Keuperwaldberge und ist ein waldarmes und fruchtbares altes Bauernland.
Den Untergrund bilden die Schichten des Muschelkalks, die auf weiten Flächen von Schichten des Lettenkeupers und teilweise von Lösslehm bedeckt sind. Ins meist harte Gestein des Muschelkalks haben sich Tauber, Kocher und Jagst mit ihren vielen Zuflüssen eingeschnitten und dabei enge, abwechslungsreiche und landschaftlich reizvolle Talabschnitte geschaffen. Die Gäufläche wird im Süden halbkreisförmig von den Wäldern der Löwensteiner, Waldenburger und Limpurger Berge eingerahmt und überragt.

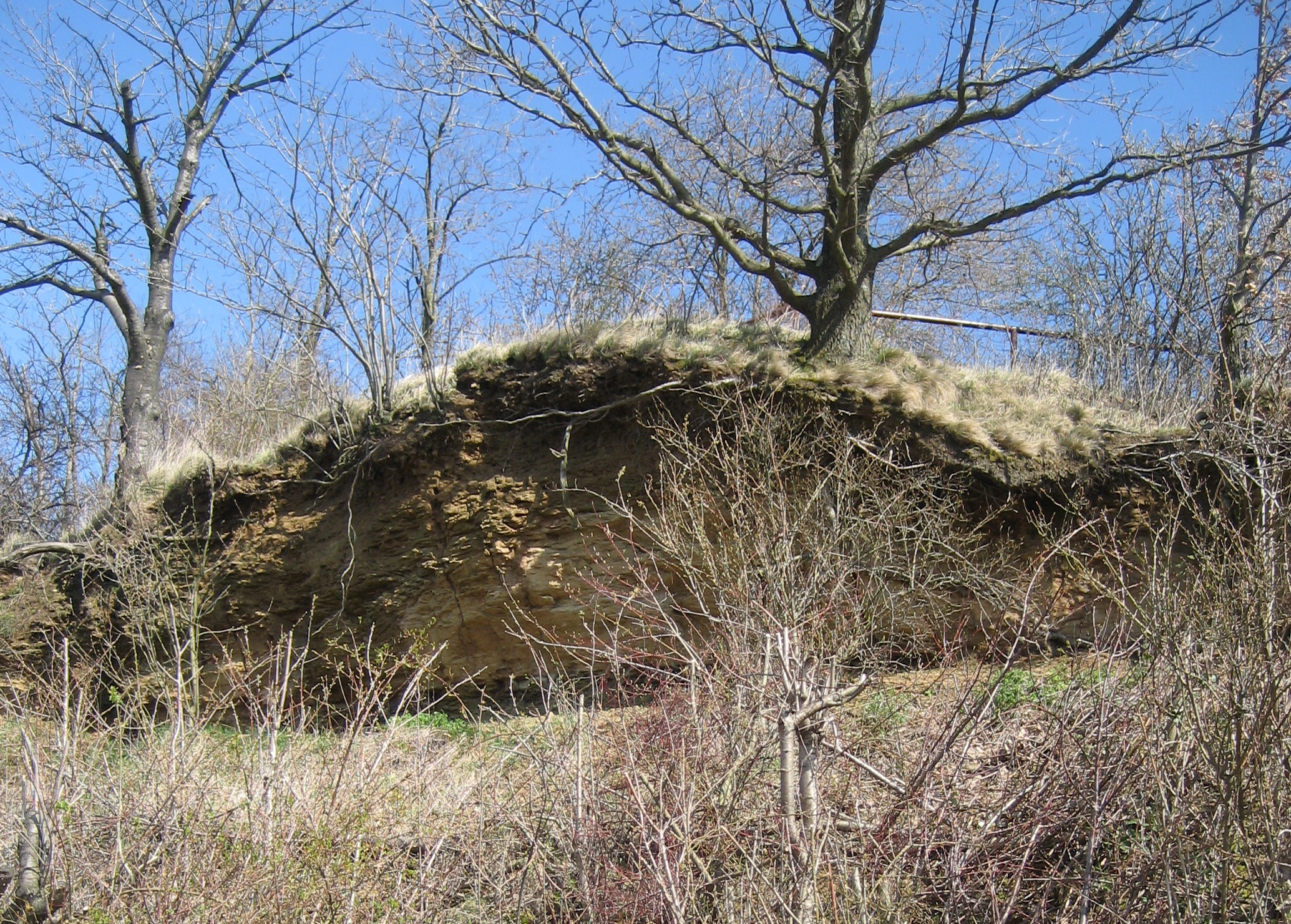
Aufschluss des Keupers am Golberg

Dieser Keuperstufenrand überragt die Hohenloher Ebene um etwa 130 Meter, bei Waldenburg sogar bis 180 Meter. Die Stufenbildner sind hier vor allem Schilf-, Kiesel- und Stubensandstein, die wegen ihrer Staunässe wenig beackert, sondern vor allem bewaldet sind.
Durch fluviale Erosion wurde der Rand der Keuperwaldberge im Lauf der Zeit in mehrere Abschnitte mit spornartigen Vorsprüngen gegliedert. An einigen Stellen wurden Einzelberge als Zeugenberge abgetrennt, bei Öhringen der Golberg (325 m ü. NN), der Verrenberg (205 m ü. NN) und der Lindelberg (334 m ü. NN). Die Landschaft um Öhringen hat so an zwei wichtigen Elementen des Südwestdeutschen Schichtstufenlandes Anteil, an den Gäuplatten und an den Keuperwaldbergen.
Der Muschelkalk im Untergrund der Hohenloher und Haller Ebene ist weithin verkarstet, was sich an mehr als 2000 Erdfällen, zahlreichen Trockentälern und einigen Höhlensystemen zeigt. In mehreren Steinbrüchen wird das Muschelkalkgestein abgebaut und meist zu Schotter gebrochen, auch im Stadtgebiet von Öhringen (bei Unterohrn). Dem Muschelkalk lagert jedoch in wenig wasserdurchlässiger Schicht noch Lettenkeuper auf, der ein schnelles Versickern der Niederschläge im Muschelkalk verhindert. Da überdies auf dem Lettenkeuper oft noch Löss- und Lösslehmschichten liegen, entstanden mineralreiche, ackerbaulich leicht zu bearbeitende Böden mit ausreichender Durchfeuchtung.
Das Umland von Öhringen ist stark von der Landwirtschaft geprägt. Neben dem Anbau von Getreide, Zuckerrüben, Kraut, Gurken, Zwiebeln, Mais und Raps geben Streuobstwiesen und Weinberge der Landschaft weithin ihr typisches Gepräge.

### Klima
Hohenlohe ist Teil der warmgemäßigten mitteleuropäischen Klimazone mit noch überwiegend maritimer Prägung. Die auf kleiner Skala wechselnde Topographie, insbesondere zwischen Tal- und Höhenlagen, bewirkt auch von Ort zu Ort stark variierendes Klima. Das Lokalklima Öhringens vermittelt zwischen dem milderen des Neckarbeckens, dem etwas raueren der Hohenloher Ebene und dem Mittelgebirgsklima, das in den Schwäbisch-Fränkischen Waldbergen vorherrscht. Öhringen hat eine mittlere Jahrestemperatur von 8,7 °C. Die Monatsmittel der Monate Januar und Juli liegen auf den Keuperhöhen um etwa ein bis zwei Grad niedriger. Diese Temperaturunterschiede werden besonders im Winter deutlich, wenn auf den Höhen noch Schnee liegt, er jedoch in der Ebene schon längst weggetaut ist. Die mittlere Jahresniederschlagssumme liegt in Öhringen bei 734 mm, in den höher gelegenen Gebieten der Keuperwaldberge fallen bis zu 1000 mm und teilweise darüber. Der Frühlingseinzug mit dem Beginn der Apfelblüte liegt in Öhringen um den 4. Mai, weiter östlich später, weiter westlich früher. Der Deutsche Wetterdienst betreibt in Öhringen eine Wetterwarte.
|                       | Jan | Feb | Mär | Apr | Mai | Jun | Jul | Aug | Sep | Okt | Nov | Dez |   |      |
| Mittl. Tagesmax. (°C) | 3   | 5   | 9   | 14  | 18  | 22  | 24  | 23  | 20  | 14  | 8   | 4   | ⌀ | 13,7 |
| Mittl. Tagesmin. (°C) | −2  | −2  | 1   | 4   | 8   | 11  | 13  | 13  | 10  | 6   | 2   | −1  | ⌀ | 5,3  |
|                       |     |     |     |     |     |     |     |     |     |     |     |     |   |      |
| Niederschlag (mm)     | 63  | 57  | 63  | 64  | 85  | 94  | 75  | 76  | 59  | 63  | 68  | 74  | Σ | 841  |
|                       |     |     |     |     |     |     |     |     |     |     |     |     |   |      |
| Sonnenstunden (h/d)   | 1,7 | 2,6 | 4,0 | 5,2 | 6,7 | 6,9 | 7,7 | 6,9 | 5,6 | 4,0 | 2,0 | 1,6 | ⌀ | 4,6  |
|                       |     |     |     |     |     |     |     |     |     |     |     |     |   |      |
| Regentage (d)         | 19  | 15  | 13  | 15  | 14  | 14  | 15  | 14  | 13  | 13  | 14  | 15  | Σ | 174  |
|                       |     |     |     |     |     |     |     |     |     |     |     |     |   |      |
| Luftfeuchtigkeit (%)  | 85  | 81  | 75  | 71  | 71  | 73  | 72  | 74  | 78  | 82  | 84  | 85  | ⌀ | 77,6 |

| −2 |

| −2 |

| 1 |

| 4 |

| 8 |

| 11 |

| 13 |

| 13 |

| 10 |

| 6 |

| 2 |

| −1 |

| −2 |

| −2 |

| 1 |

| 4 |

| 8 |

| 11 |

| 13 |

| 13 |

| 10 |

| 6 |

| 2 |

| −1 |

|                        | Jan  | Feb | Mär  | Apr  | Mai  | Jun  | Jul  | Aug  | Sep  | Okt  | Nov | Dez |   |      |
| Mittl. Temperatur (°C) | 2,4  | 3,6 | 6,7  | 11,1 | 14,6 | 19,0 | 21,0 | 20,8 | 15,8 | 11,1 | 6,3 | 4,1 | ⌀ | 11,4 |
| Mittl. Tagesmax. (°C)  | 5,0  | 7,5 | 11,5 | 17,2 | 20,2 | 24,7 | 27,1 | 27,2 | 21,7 | 15,6 | 9,8 | 6,9 | ⌀ | 16,2 |
| Mittl. Tagesmin. (°C)  | −0,3 | 0,2 | 2,3  | 5,2  | 9,1  | 13,4 | 14,8 | 15,1 | 10,6 | 7,2  | 3,2 | 1,4 | ⌀ | 6,9  |
|                        |      |     |      |      |      |      |      |      |      |      |     |     |   |      |
| Niederschlag (mm)      | 72   | 56  | 52   | 42   | 84   | 62   | 53   | 71   | 53   | 59   | 61  | 65  | Σ | 730  |
|                        |      |     |      |      |      |      |      |      |      |      |     |     |   |      |
| Sonnenstunden (h/d)    | 1,6  | 3,2 | 4,6  | 7,1  | 7,1  | 7,9  | 8,6  | 7,9  | 6,3  | 3,4  | 2,4 | 1,8 | ⌀ | 5,2  |

| −0,3 |

| 0,2 |

| 2,3 |

| 5,2 |

| 9,1 |

| 13,4 |

| 14,8 |

| 15,1 |

| 10,6 |

| 7,2 |

| 3,2 |

| 1,4 |

| −0,3 |

| 0,2 |

| 2,3 |

| 5,2 |

| 9,1 |

| 13,4 |

| 14,8 |

| 15,1 |

| 10,6 |

| 7,2 |

| 3,2 |

| 1,4 |

Die Auswirkungen der globalen Erwärmung sind auch in Öhringen messbar. Im Vergleich zur Messperiode 1961–1990 sind die Temperaturen angestiegen. In den Sommermonaten gibt es weniger Niederschläge. Im Frühling und Sommer werden deutlich mehr Sonnenstunden verzeichnet.

### Nachbargemeinden
Folgende Städte und Gemeinden grenzen – im Uhrzeigersinn (beginnend im Norden) genannt – an die Stadt Öhringen: Forchtenberg, Zweiflingen, Neuenstein, Waldenburg, Pfedelbach und Bretzfeld (alle Hohenlohekreis) sowie Langenbrettach und Hardthausen am Kocher (beide Landkreis Heilbronn). Zusammen mit Pfedelbach und Zweiflingen bildet Öhringen eine Vereinbarte Verwaltungsgemeinschaft. Die erfüllende Gemeinde Öhringen berät und unterstützt dabei die beiden anderen Gemeinden bei der Wahrnehmung ihrer Aufgaben und erledigt für diese Gemeinden technische sowie Angelegenheiten des Hoch- und Tiefbaus und die Unterhaltung und den Ausbau der Gewässer zweiter Ordnung.
Öhringen ist ein Mittelzentrum der Region Heilbronn-Franken, in der die Stadt Heilbronn als Oberzentrum ausgewiesen ist. Zum Mittelbereich Öhringen gehören neben der Stadt Öhringen noch die Städte und Gemeinden Bretzfeld, Neuenstein, Pfedelbach, Waldenburg und Zweiflingen (alle Hohenlohekreis).

### Stadtgliederung
Das Stadtgebiet Öhringens besteht aus der Kernstadt und den Stadtteilen Baumerlenbach, Büttelbronn, Cappel, Eckartsweiler, Michelbach am Wald, Möglingen, Ohrnberg, Schwöllbronn und Verrenberg, die erst im Zuge der Gebietsreform der 1970er Jahre eingegliedert wurden. Alle eingemeindeten Gemeinden gehörten zum Landkreis Öhringen oder ab 1973 zu dessen Rechtsnachfolger, dem Hohenlohekreis.
Die Stadtteile sind zugleich Ortschaften im Sinne der Gemeindeordnung für Baden-Württemberg mit einem Ortschaftsrat und einem Ortsvorsteher als Vorsitzendem. Die Ortschaftsräte werden bei jeder Kommunalwahl von der wahlberechtigten Bevölkerung der Ortschaft gewählt und sind zu wichtigen, die Ortschaft betreffenden Angelegenheiten zu hören. Jede Ortschaft hat eine örtliche Verwaltungsstelle der Stadtverwaltung.
| Stadtteil          | Eingemeindung | Einwohner | Fläche ha | zugehörige Wohnplätze                            |
| ------------------ | ------------- | --------- | --------- | ------------------------------------------------ |
| Baumerlenbach      | 31. Dez. 1972 | 407       | 622       | –                                                |
| Büttelbronn        | 31. Dez. 1973 | 515       | 694       | Ober- und Untermaßholderbach                     |
| Cappel             | 1. Jan. 1975  | 1.163     | 230       | –                                                |
| Eckartsweiler      | 1. Jan. 1975  | 353       | 754       | Platzhof, Untersöllbach, Weinsbach               |
| Michelbach am Wald | 31. Dez. 1972 | 1.231     | 1321      | –                                                |
| Möglingen          | 31. Dez. 1972 | 272       | 356       | –                                                |
| Ohrnberg           | 31. Dez. 1972 | 624       | 785       | Buchhof, Heuholzhöfe, Neuenberg, Ruckhardshausen |
| Schwöllbronn       | 1. Feb. 1972  | 478       | 681       | Unterohrn                                        |
| Verrenberg         | 1. Feb. 1972  | 680       | 414       | –                                                |

### Flächenaufteilung
Nach Daten des Statistischen Landesamtes, Stand 2014.

## Geschichte

### Von den Bandkeramikern bis zum Römischen Limes

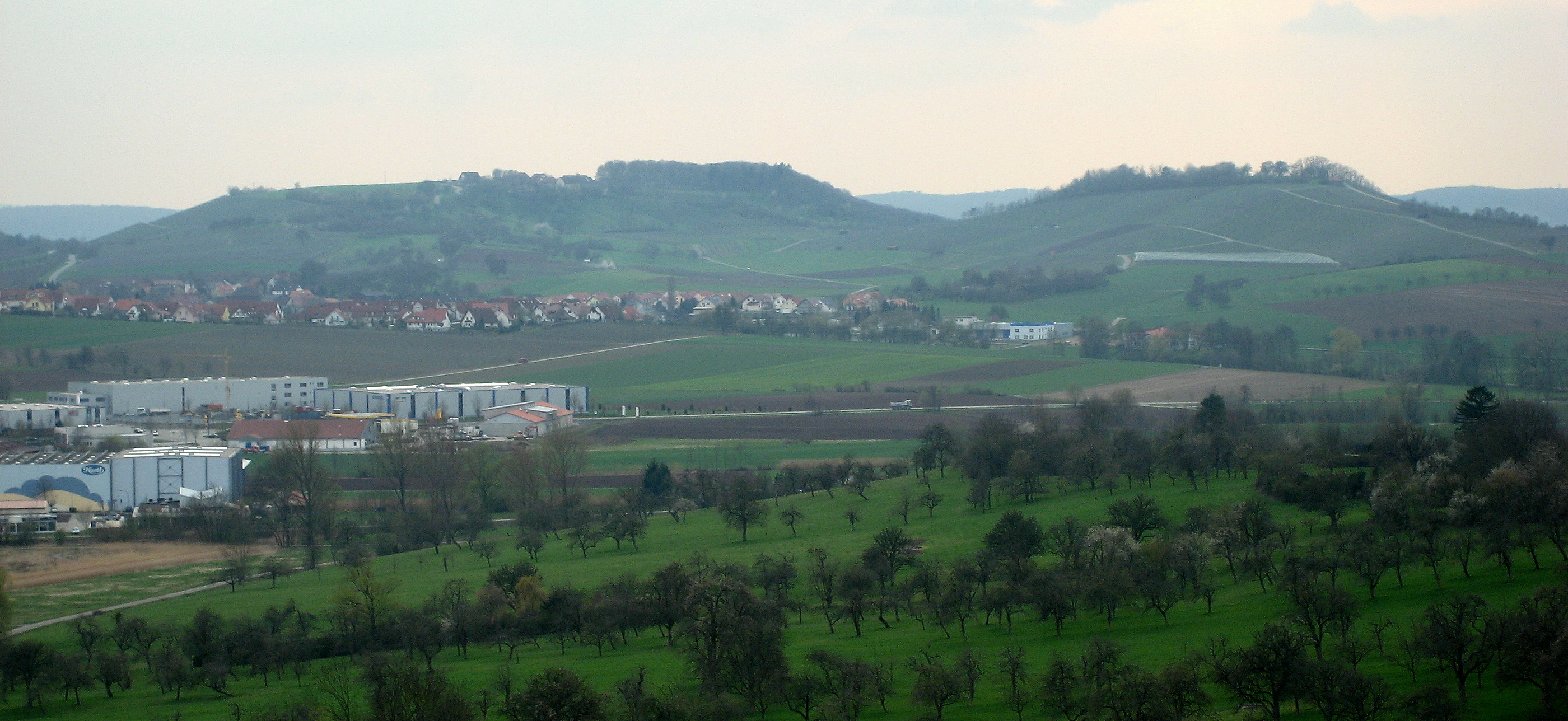
Zeugenberge Lindelberg (links, zu Pfedelbach) und Golberg (zu Öhringen)

An mehreren Stellen im Weichbild der Stadt Öhringen konnten Spuren der Bandkeramiker, einer der ältesten jungsteinzeitlichen Gruppen, entdeckt werden. Weitere Funde belegen eine vergleichsweise dichte Besiedlung des Gebiets während der frühen Jungsteinzeit. Siedlungen wurden vermutlich auf den Zeugenbergen in und um Öhringen errichtet. Der Golberg gilt als der östlichste Fundort der Michelsberger Kultur. Für Besiedlungen in der Bronze- und Eisenzeit finden sich in und um Öhringen nur sehr wenige Belege.
Um 159/160 n. Chr. entstanden zwei Kastelle am römischen Limes – Öhringen-West und Öhringen-Ost. Maximal tausend Soldaten hatten in den beiden Garnisonen zur Sicherung und Überwachung der römischen Reichsgrenze ihr Quartier. Zu den militärischen Anlagen entstand ein rund 20 bis 30 Hektar großer wirtschaftlich bedeutender ziviler Ort mit einer wohlhabenden Einwohnerschaft. Seinen inschriftlich überlieferten Namen, Vicus Aurelianus, erhielt der Ort höchstwahrscheinlich zu Ehren des römischen Kaisers Mark Aurel. Die Alamannenüberfälle der Jahre 259 und 260 n. Chr. führten zum Fall des Limes und zum Untergang des römischen Öhringen. Für eine alamannische Siedlung in Öhringen gibt es keinen archäologischen Beweis. Von der römischen Zeit bis zum Frühmittelalter scheint es fast keine Siedlungskontinuität im Öhringer Gebiet zu geben, abgesehen von einem Grab aus dem 7. Jahrhundert.

### Ortsentstehung

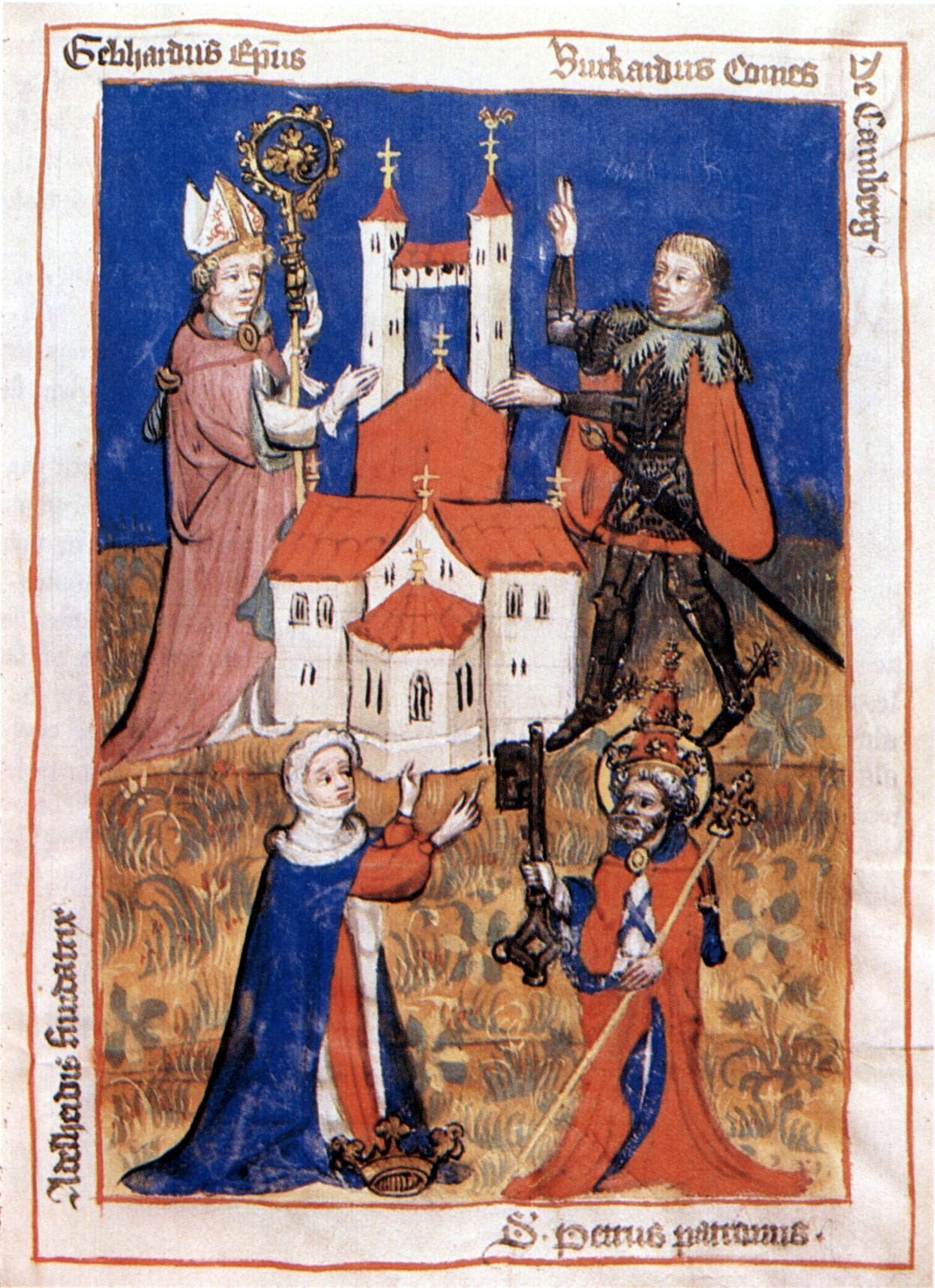
Die Gründung des Chorherrenstifts 1037 (Darstellung von etwa 1420)

Im Öhringer Stiftungsbrief, datiert auf das Jahr 1037, wurde die namensgebende Stadt erstmals als Oringowe (Gau an der Ohrn) erwähnt, später wurde der Ort als Orngau und ab 1472 mit Ö(h)ringen bezeichnet. Als erster Siedlungsort wird der Bereich beim Kirchbrunnen angenommen, eine weitere Siedlung wird in der Altstadt vermutet. Der Stiftungsbrief beurkundet die Gründung des Chorherrenstifts Öhringen durch den Regensburger Bischof Gebhard III. an der Pfarrkirche in der „villa oringowe“. Möglicherweise geht die Ortschaft auf merowingische Wurzeln zurück.

### Hohenlohesche Herrschaft
Der Besitz Öhringen gehörte ursprünglich dem Bistum Regensburg. Gottfried von Hohenlohe, Herr auf Schloss Weikersheim und Gefolgsmann von Kaiser Friedrich II., erhielt auf dessen Veranlassung als würzburgisches Lehen die Herrschaft Langenburg. Des Kaisers Sohn König Konrad IV. überlebte 1250 in Regensburg angeblich ein Mordkomplott, dessen Drahtzieher der Bischof Albert I. von Regensburg gewesen sein soll. König Konrad übertrug Gottfried als Dank für seine dabei geleistete Hilfe regensburgische Lehen. Hierzu zählten auch die Vogtei über das 1037 gegründete Chorherrenstift Öhringen sowie die Orte Neuenstein und Waldenburg. Dadurch wurde der Besitz der in Weikersheim beheimateten Herren von Hohenlohe um ein Vielfaches erweitert.
Im Öhringer Weistum von 1253 sind Einzelheiten über die städtischen (Besitz-)Verhältnisse festgehalten. Es entstand ein städtisches Patriziat, wobei benachbarte adlige Herrschaften, wie die von Berlichingen, Grundbesitz und daran hängende -rechte ausübten. Die Hohenlohe gründeten 1353 ein Spital in der Stadt.
1500 wurde der Fränkische Reichskreis geschaffen, somit gehörte die Stadt als ein Teil der Grafschaft Hohenlohe dazu. Im Bauernkrieg zogen 1525 rund 1500 Bauern nach Öhringen, um die Forderungen der dortigen Bauern zu unterstützen. Der Neuensteiner Wendel Hipler wurde zum politischen Führer der Bauern und leitete im Mai als Bauernkanzler das Bauernparlament in Heilbronn.
Nach dem Augsburger Religionsfrieden verordneten die Landesherren ihren Gemeinden die Kirchenreform – auch in Öhringen. 1556 folgte die Reform des Stifts, seine Verwaltung übernahmen die Landesherren, was faktisch einer Auflösung des Chorherrenstifts gleichkam.
Während des Dreißigjährigen Kriegs litt Öhringen besonders unter Hungersnöten, die mit der Pest von 1625 in Zusammenhang standen. Vom 13. bis 18. September 1634 wurde Öhringen, wie zahlreiche Nachbarorte, geplündert und noch gegen Ende des Krieges musste die Stadt 1645 bis 1646 das Hauptquartier des Erzherzogs Leopold Wilhelm und des Generals Gallas unterhalten, während deren Truppen gegen die Schweden kämpften.

### Residenzstadt
1677 wurde Öhringen Residenz des Grafen Johann Friedrich I. von Hohenlohe. Mit der Erhebung zur Residenz erfuhr Öhringen einen baulichen Aufschwung, zog aber auch Luxuswaren und entsprechende Handwerke an. 1698 erbte die Familie Hohenlohe die Linie Hohenlohe-Neuenstein. Die Erhebung Graf Johann Friedrichs II. zum Fürsten zu Hohenlohe-Neuenstein-Öhringen durch Kaiser Franz I. im Jahr 1764 war nicht nur für das Fürstenhaus von Bedeutung, sondern auch für die Entwicklung Öhringens als Residenzstadt, die um 1800 die größte der 17 hohenlohischen Städte war. Sie hatte rund 3000 Einwohner und war in einem ausgedehnten bäuerlichen Umland auch Mittelpunkt des ländlichen Handwerks und des Handels. Unter seinem Nachfolger Fürst Ludwig Friedrich Karl wurde das Schloss ausgebaut und erweitert, ein Theater eingerichtet und ab 1782 die so genannte Karlsvorstadt errichtet.

### Württembergische Oberamtsstadt
In der Rheinbundakte wurden die Hohenloher Fürstentümer und damit auch Öhringen Württemberg zugeschlagen und schließlich am 13. September 1806 in das Königreich Württemberg eingegliedert. Mit der „Einverleibung“ Hohenlohes wurden württembergisches Recht, württembergische Maße und Gewichte, Steuern und Strafen eingeführt. Öhringen wurde Oberamtsstadt des gleichnamigen Oberamts.

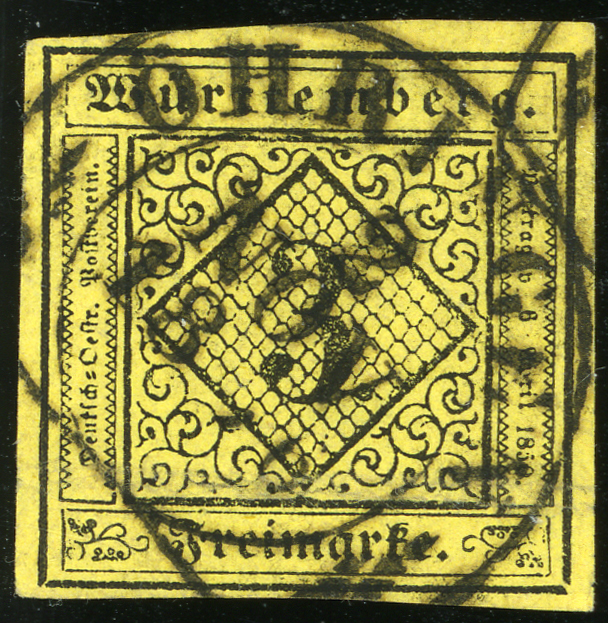
3 Kreuzer Königreich Briefmarke, Steigbügel Abstempelung, ÖHRINGEN um 1856.

Sie blieb bis in die zweite Hälfte des 19. Jahrhunderts eine Handwerker- und Händlerstadt. Bis 1862 war das Handwerk in Zünften organisiert, die an Beschränkungen des Zugangs und der Kapazität sowie weiteren Regelungen festhielten. Die Zeit als Oberamtsstadt und damit die Zugehörigkeit zu einem Flächenstaat brachte für die Stadt wichtige Verbesserungen der Infrastruktur: 1850 wurde die Fernstraße nach Schwäbisch Hall zur Chaussee ausgebaut, 1862 eröffneten die Königlich Württembergischen Staats-Eisenbahnen die Kocherbahn Heilbronn–Hall, die Öhringen an das Eisenbahnnetz anschloss.

### Zeit des Nationalsozialismus
Am 5. Mai 1933 wurde der Gemeinderat aufgelöst und durch zwölf Stadträte ersetzt, die nicht direkt gewählt, sondern nach den Ergebnissen der Reichstagswahl im März 1933 in dieses Gremium berufen worden waren. Acht der neuen Ratsherren stellte die NSDAP und zwei der mit ihr liierte Kampfbund Schwarz-Weiß-Rot. Dieses Bündnis hatte in Öhringen bei der Reichstagswahl 67 Prozent der Stimmen erhalten. Im Laufe der Zeit wurden Turn- und Sportvereine aufgelöst und zur TSG zusammengefasst, aus Männergesangverein und Liederkranz entstand der Sängerbund. Jüdische Mitbürger wurden aus den Vereinen und dem bürgerlichen Leben gedrängt, ihre Geschäfte boykottiert. 1933 zählte Öhringen etwa 160 Juden. Die meisten konnten auswandern, etwa 40 blieben und fielen dem Holocaust zum Opfer. Auswärtige Kommandos haben 1933 Juden, Kommunisten und Sozialdemokraten wahllos aufgegriffen, durch die Stadt getrieben und misshandelt, 1938 wurde die Synagoge verwüstet. Der Öhringer Arzt Julius Merzbacher (1890–1943) und seine Frau Hilde, geb. Haymann (1898–1943), wurden von den Öhringern 1939 vertrieben, sie gingen nach Konstanz und wurden von dort verschleppt und 1943 im Konzentrationslager Majdanek ermordet. Von ihren Kindern Rolf Merzbacher und Werner Merzbacher hatten sie sich noch gerade rechtzeitig getrennt, sie wurden in der Schweiz gerettet.
Im Zweiten Weltkrieg wurden zahlreiche Frauen und Männer zur Zwangsarbeit nach Deutschland verschleppt. Die Opfer in Öhringen sind auf dem Öhringer Friedhof und auf Friedhöfen der Ortsteile begraben, auf dem Öhringer Friedhof erinnert ein Gedenkstein an sie. Viele Häuser wurden in den letzten Tagen und Wochen des Zweiten Weltkriegs zerstört oder beschädigt. Am 13. April 1945 erreichten amerikanische Truppen Öhringen und besetzten die Stadt.

### Gegenwart
Aus dem Oberamt Öhringen war 1938 der Landkreis Öhringen mit Öhringen als Kreisstadt hervorgegangen. Dieser bestand bis zur Kreisreform 1973, als er mit dem Landkreis Künzelsau im Hohenlohekreis aufging. Von 1972 bis 1975 wurden im Rahmen der baden-württembergischen Gemeindereform neun Umlandgemeinden, die heutigen Öhringer Teilorte, eingemeindet, nachdem die Neubildung einer großen Stadt Öhringen gescheitert war. Im Jahr 1993 überschritt die Einwohnerzahl Öhringens die 20.000-Grenze. Daraufhin stellte die Stadtverwaltung den Antrag auf Erhebung zur Großen Kreisstadt, der von der Landesregierung von Baden-Württemberg mit Wirkung vom 1. Juli 1994 genehmigt wurde.

### Eingemeindungen
- 01. Februar 1972: Schwöllbronn und Verrenberg[38]
- 31. Dezember 1972: Baumerlenbach, Michelbach am Wald, Möglingen und Ohrnberg[38]
- 01. Januar 1975: Cappel und Eckartsweiler[39]

### Religionen

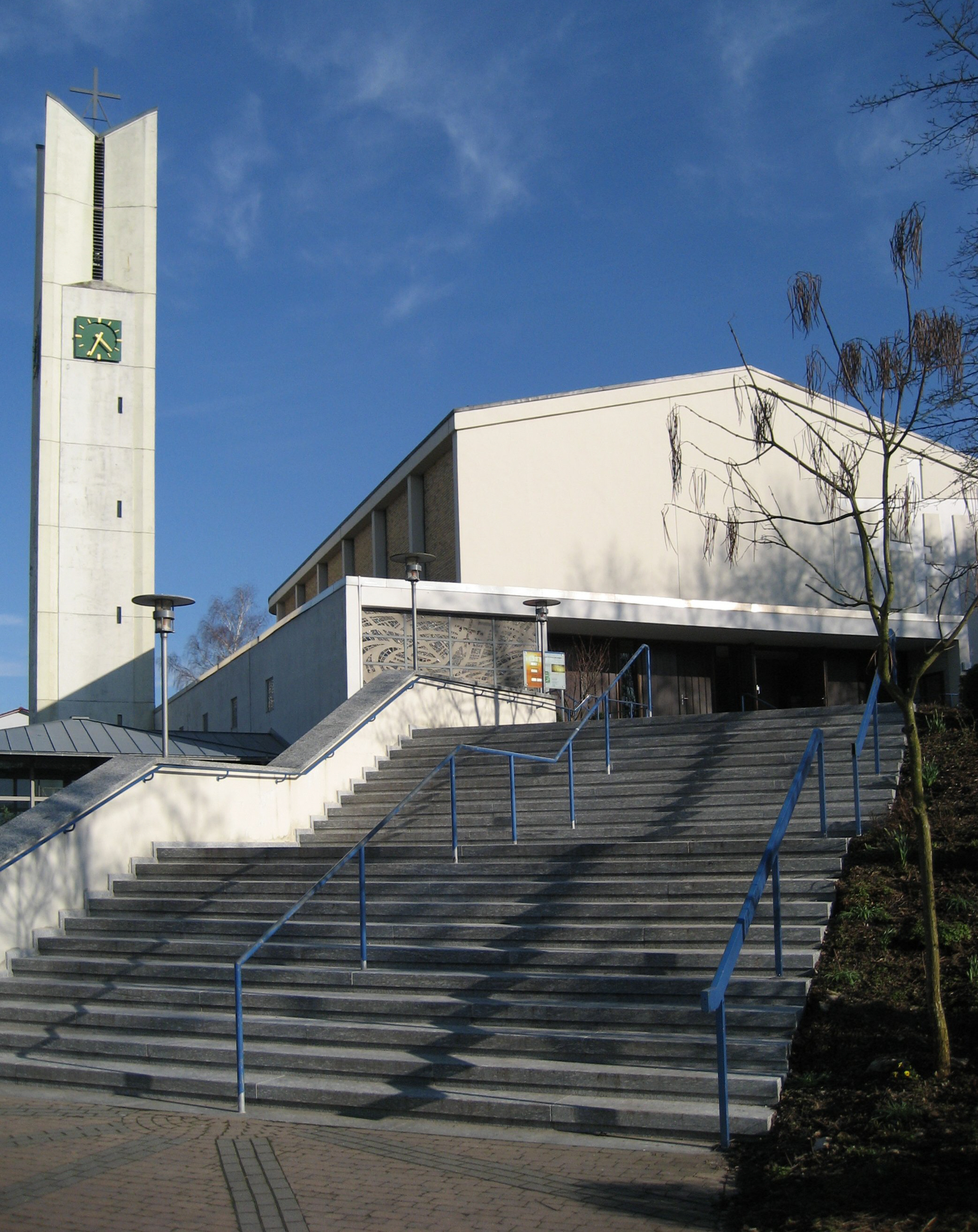
Katholische Kirche St. Joseph

Das Gebiet der Stadt Öhringen gehörte ursprünglich zum Hochstift Würzburg und war als Teil des Bistums dem Archidiakonat Weinsberg zugeordnet. 1556 wurde durch die Herren von Hohenlohe die Reformation eingeführt; die Stadt wurde Sitz eines Generalkonsistoriums für die Grafschaft Hohenlohe. Danach war Öhringen über viele Jahrhunderte eine überwiegend protestantische Stadt. Pfarrkirche der evangelischen Kirchengemeinde ist die Öhringer Stiftskirche, die sich im Besitz des Landes Baden-Württemberg befindet. Die Stiftskirche ist auch Sitz des Dekanats Öhringen, dessen Gebiet deckungsgleich ist mit dem Evangelischen Kirchenbezirk Öhringen innerhalb der württembergischen Landeskirche. Neben der Kirchengemeinde Öhringen gibt es im Stadtgebiet noch drei weitere evangelische Kirchengemeinden (siehe Geschichte der Stadt Öhringen).
Mit der Reformation erlosch das katholische Leben in Öhringen um 1581. Ab 1867 fanden gelegentlich wieder Gottesdienste statt. Betreut wurden die Öhringer Katholiken als „Filial“ von Pfedelbach aus. 1951 wurde die selbstständige Stadtpfarrverweserei Öhringen errichtet. Erster Seelsorger war Pfarrer Gottfried Leuz. Am 1. Januar 1957 wurde Öhringens Stadtpfarrei errichtet, im Jahr 1961 wurde die Kirche St. Joseph geweiht. Öhringen gehört zum Dekanat Hohenlohe im Bistum Rottenburg-Stuttgart.
In Öhringen gibt es eine evangelisch-methodistische Kirchengemeinde. Die ersten Methodistenprediger kamen 1852 nach Öhringen. Zuerst wurde die Arbeit der Prediger von Heilbronn aus geleitet, ab 1868 wurde ein Hilfsprediger in Öhringen stationiert. 1874 wurde die junge Gemeinde selbstständiger Bezirk, bereits zwei Jahre zuvor konnte ein eigenes Gebäude erworben werden. Die erste Kapelle wurde 1877 eingeweiht. Im Erdgeschoss des Neubaus befand sich ein Festsaal, im Obergeschoss eine Wohnung für den Prediger. In den 1960er Jahren verkaufte die Gemeinde das Gebäude an die benachbarte Post und erbaute eine Christuskirche am Pfaffenmühlweg (ab 1965). Sie wurde am 30. Januar 1966 eingeweiht und 2005 zusammen mit dem Gemeindezentrum renoviert.
Eine neuapostolische Kirchengemeinde gibt es seit 1906 in Öhringen. Sie hat ein eigenes Kirchengebäude, das im Jahr 1928 an der Hohenlohestraße errichtet und eingeweiht wurde. Die Kirchengemeinde gehört zum neuapostolischen Kirchenbezirk Künzelsau. Sie hat 240 Mitglieder (Stand: 2006).
Der Türkisch-Islamische Kulturverein baute von 1997 bis 2004 im Industriegebiet Im Sichert für die Muslime in Öhringen und Umgebung eine Moschee (Akşemseddin Camii).
Weitere in Öhringen vertretene Konfessionen und Religionen sind unter anderen die Süddeutsche Gemeinschaft, die Zeugen Jehovas mit einem eigenen Königreichssaal und die Freie Christengemeinde Philadelphia (zugehörig zum Bund Freikirchlicher Pfingstgemeinden) sowie die evangelisch-freikirchliche Gemeinde Öhringen (Christliche Versammlung).

Eine jüdische Gemeinde in Öhringen bestand zunächst im Mittelalter. Sie wurde durch die Judenverfolgungen der Jahre 1298 und 1349 zerstört. Durch den Zuzug von Juden aus der Umgebung konnte 1889 eine neue Jüdische Gemeinde Öhringen gegründet werden, die anfangs Filialgemeinde der Jüdischen Gemeinde Eschenau war und später zeitweise bis zu 180 Mitglieder hatte. Im Jahr 1933 lebten 163 jüdische Personen in der Stadt. Viele von ihnen wurden in der NS-Zeit ermordet.

### Einwohnerentwicklung

Einwohnerentwicklung von Öhringen von 1798 bis 2016 nach nebenstehender Tabelle

Die folgende Tabelle bezieht sich bis 1970 auf die Zahlen der Stadt Öhringen ohne Eingemeindungen, die Einwohnerzahlen beziehen sich auf den jeweiligen Gebietsstand. Die Zahlen sind Schätzungen, Volkszählungsergebnisse (¹) oder amtliche Fortschreibungen der jeweiligen statistischen Ämter (nur Hauptwohnsitze).
| Jahr              | Einwohner |
| ----------------- | --------- |
| 1798              | 3.157     |
| 1810              | 3.419     |
| 1823              | 3.291     |
| 1843              | 3.235     |
| 1861              | 3.798     |
| 1. Dezember 1871  | 3.412     |
| 1. Dezember 1880¹ | 3.723     |
| 1. Dezember 1890¹ | 3.914     |
| 1. Dezember 1900¹ | 3.570     |
| 1. Dezember 1910¹ | 3.801     |
| 16. Juni 1925¹    | 4.208     |
| 16. Juni 1933¹    | 4.618     |
| 17. Mai 1939¹     | 4.582     |
| Dezember 1945     | 5.858     |

| Jahr                | Einwohner |
| ------------------- | --------- |
| 13. September 1950¹ | 7.475     |
| 6. Juni 1961¹       | 10.050    |
| 27. Mai 1970¹       | 11.367    |
| 31. Dezember 1975   | 16.011    |
| 31. Dezember 1980   | 16.211    |
| 25. Mai 1987¹       | 16.942    |
| 31. Dezember 1990   | 18.535    |
| 31. Dezember 1995   | 21.433    |
| 31. Dezember 2000   | 22.208    |
| 31. Dezember 2005   | 22.706    |
| 31. Dezember 2010   | 22.762    |
| 31. Dezember 2015   | 23.489    |
| 31. Dezember 2016   | 23.771    |
| 31. Dezember 2017   | 24.010    |

1 Volkszählungsergebnis

## Politik

### Stadtoberhaupt
Oberbürgermeister von Öhringen ist der parteilose Thilo Michler. Der bisherige Bürgermeister von Zaberfeld wurde am 7. Juni 2009 zum Nachfolger von Jochen Kübler gewählt. Er erhielt im ersten Wahlgang 60,7 % der abgegebenen Stimmen. Die Wahlbeteiligung lag bei 48 %. Michler wurde am 23. Juli 2017 mit 89,48 % der Stimmen für eine zweite Amtszeit wiedergewählt. Die Wahlbeteiligung lag bei 19,68 %.
Bei der Oberbürgermeisterwahl am 13. Juli 2025 setze sich Patrick Wegener (SPD) im ersten Wahlgang mit 66,9 % unter anderem gegen den bisherigen Amtsinhaber Thilo Michler durch.
Amtsträger seit 1945
- 1945–1948: Wilhelm Rösch
- 1948–1954: Franz Illenberger
- 1954–1967: Richard Laidig
- 1967–1987: Ulrich Fahrenbruch
- 1987–2009: Jochen Kübler (CDU)
- Seit 2009: Thilo Michler[47]

Für eine ausführliche Darstellung der Stadtverwaltung siehe Geschichte der Stadt Öhringen. Dort findet sich auch eine Liste der Amtsträger.

### Gemeinderat
In Öhringen wurde der Gemeinderat bis 2019 nach dem Verfahren der unechten Teilortswahl gewählt. Dabei konnte sich die Zahl der Gemeinderäte durch Überhangmandate verändern. Der Gemeinderat hat 2020 die Abkehr von diesem System beschlossen. Der Gemeinderat hat nun 32 Mitglieder, er besteht aus den gewählten ehrenamtlichen Gemeinderäten und dem Oberbürgermeister als Vorsitzendem. Der Oberbürgermeister ist im Gemeinderat stimmberechtigt.
Die Kommunalwahl am 9. Juni 2024 führte zu folgendem Endergebnis.
| Parteien und Wählergemeinschaften | Parteien und Wählergemeinschaften           | % 2024  | Sitze 2024 | % 2019 | Sitze 2019 | Kommunalwahl 2024 %20100 19,5017,9416,4614,3413,5511,037,18 CDULBÖFWUNS/GRÜNEAfDSPDFDPGewinne und Verlusteim Vergleich zu 2019 %p 10 8 6 4 2 0 −2 −4 −6−3,80−0,16+0,26−5,46+8,45+0,83+0,08CDULBÖFWUNS/GRÜNEAfDSPDFDP |
| CDU                               | Christlich Demokratische Union Deutschlands | 19,50   | 6          | 23,3   | 9          | Kommunalwahl 2024 %20100 19,5017,9416,4614,3413,5511,037,18 CDULBÖFWUNS/GRÜNEAfDSPDFDPGewinne und Verlusteim Vergleich zu 2019 %p 10 8 6 4 2 0 −2 −4 −6−3,80−0,16+0,26−5,46+8,45+0,83+0,08CDULBÖFWUNS/GRÜNEAfDSPDFDP |
| LBÖ                               | Liberale Bürger Öhringen                    | 17,94   | 6          | 18,1   | 7          | Kommunalwahl 2024 %20100 19,5017,9416,4614,3413,5511,037,18 CDULBÖFWUNS/GRÜNEAfDSPDFDPGewinne und Verlusteim Vergleich zu 2019 %p 10 8 6 4 2 0 −2 −4 −6−3,80−0,16+0,26−5,46+8,45+0,83+0,08CDULBÖFWUNS/GRÜNEAfDSPDFDP |
| FWV                               | Freie Wählervereinigung                     | 16,46   | 5          | 16,2   | 6          | Kommunalwahl 2024 %20100 19,5017,9416,4614,3413,5511,037,18 CDULBÖFWUNS/GRÜNEAfDSPDFDPGewinne und Verlusteim Vergleich zu 2019 %p 10 8 6 4 2 0 −2 −4 −6−3,80−0,16+0,26−5,46+8,45+0,83+0,08CDULBÖFWUNS/GRÜNEAfDSPDFDP |
| UNS/GRÜNE                         | Umwelt-Nachhaltigkeit-Soziales/Grüne        | 14,34   | 5          | 19,8   | 7          | Kommunalwahl 2024 %20100 19,5017,9416,4614,3413,5511,037,18 CDULBÖFWUNS/GRÜNEAfDSPDFDPGewinne und Verlusteim Vergleich zu 2019 %p 10 8 6 4 2 0 −2 −4 −6−3,80−0,16+0,26−5,46+8,45+0,83+0,08CDULBÖFWUNS/GRÜNEAfDSPDFDP |
| AfD                               | Alternative für Deutschland                 | 13,55   | 4          | 5,1    | 2          | Kommunalwahl 2024 %20100 19,5017,9416,4614,3413,5511,037,18 CDULBÖFWUNS/GRÜNEAfDSPDFDPGewinne und Verlusteim Vergleich zu 2019 %p 10 8 6 4 2 0 −2 −4 −6−3,80−0,16+0,26−5,46+8,45+0,83+0,08CDULBÖFWUNS/GRÜNEAfDSPDFDP |
| SPD                               | Sozialdemokratische Partei Deutschlands     | 11,03   | 4          | 10,2   | 4          | Kommunalwahl 2024 %20100 19,5017,9416,4614,3413,5511,037,18 CDULBÖFWUNS/GRÜNEAfDSPDFDPGewinne und Verlusteim Vergleich zu 2019 %p 10 8 6 4 2 0 −2 −4 −6−3,80−0,16+0,26−5,46+8,45+0,83+0,08CDULBÖFWUNS/GRÜNEAfDSPDFDP |
| FDP                               | Freie Demokratische Partei                  | 7,18    | 2          | 7,1    | 3          | Kommunalwahl 2024 %20100 19,5017,9416,4614,3413,5511,037,18 CDULBÖFWUNS/GRÜNEAfDSPDFDPGewinne und Verlusteim Vergleich zu 2019 %p 10 8 6 4 2 0 −2 −4 −6−3,80−0,16+0,26−5,46+8,45+0,83+0,08CDULBÖFWUNS/GRÜNEAfDSPDFDP |
| gesamt                            | gesamt                                      | 100,0   | 32         | 100,0  | 38         | Kommunalwahl 2024 %20100 19,5017,9416,4614,3413,5511,037,18 CDULBÖFWUNS/GRÜNEAfDSPDFDPGewinne und Verlusteim Vergleich zu 2019 %p 10 8 6 4 2 0 −2 −4 −6−3,80−0,16+0,26−5,46+8,45+0,83+0,08CDULBÖFWUNS/GRÜNEAfDSPDFDP |
| Wahlbeteiligung                   | Wahlbeteiligung                             | 54,81 % | 54,81 %    |        |            | Kommunalwahl 2024 %20100 19,5017,9416,4614,3413,5511,037,18 CDULBÖFWUNS/GRÜNEAfDSPDFDPGewinne und Verlusteim Vergleich zu 2019 %p 10 8 6 4 2 0 −2 −4 −6−3,80−0,16+0,26−5,46+8,45+0,83+0,08CDULBÖFWUNS/GRÜNEAfDSPDFDP |

Mit dem Bürgerbegehren „Öhringen klimaneutral 2035“ nahm der Gemeinderat 2022 das erste von Öhringer Bürgerinnen und Bürgern initiierte Bürgerbegehren an und beauftragte ein Planungsbüro zur Ermittlung eines Weges zu einer Klimaneutralität im Jahre 2035.

### Wappen und Flagge
Die Blasonierung des Öhringer Wappens lautet: In von Rot und Silber schräg geteiltem Schild ein schräglinker Schlüssel in verwechselten Farben, mit dem Bart nach oben links weisend. Die Flagge der Stadt ist Rot-Weiß.
Der Schlüssel ist das Attribut des Heiligen Petrus, des Patrons der Öhringer Stiftskirche. Im 14. Jahrhundert war in den Siegeln Öhringens noch der ganze Heilige (mit Schlüssel und Buch) abgebildet, flankiert von zwei Ohren als Hinweis auf den Stadtnamen. Im 16. Jahrhundert setzte sich der Schlüssel als weiteres Siegelbild durch. Petrusfigur und Schlüssel wurden beide bis 1954 verwendet; seitdem wird nur der Schlüssel verwendet. Die Farben rot und weiß sind die Farben der Hohenloher, denen die Stadt viele Jahrhunderte als eine ihrer Residenzen diente.

Wappen von Öhringen
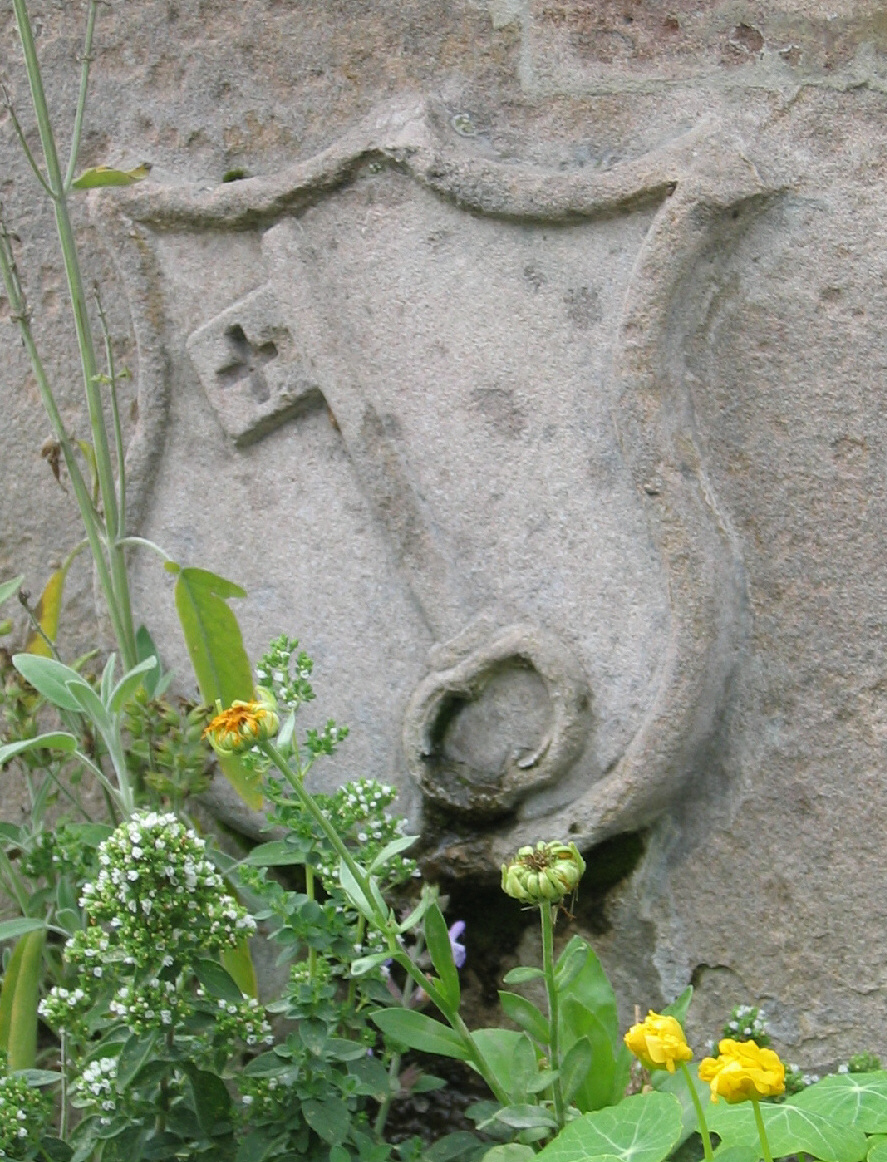
Stadtschlüssel an einem Öhringer Brunnen
Moderner Stadtschlüssel, Teil des Corporate Design der Stadt

### Städtepartnerschaften
Öhringen unterhält seit 1993 eine Städtefreundschaft mit der Stadt Großenhain in Sachsen. Eine Städtepartnerschaft besteht seit 1995 mit der Marktgemeinde Treffen im Bundesland Kärnten (Österreich). Freundschaftliche Beziehungen bestanden bereits seit 1985 zwischen den Feuerwehren von Treffen und Cappel. Eine weitere Städtepartnerschaft mit dem Stadtteil Wickersley der Stadt Rotherham in Nordengland (Vereinigtes Königreich), die auf freundschaftliche Beziehungen auf sportlicher Ebene seit 1981 zurückging, bestand seit 1996. Auf Wunsch Wickersleys wurde diese Partnerschaft im Juni 2009 beendet.
Seit 8. Juni 2013 besteht mit der polnischen Stadt Kędzierzyn-Koźle eine offizielle Städtepartnerschaft.

## Wirtschaft und Infrastruktur

### Beschäftigung
Von den 25.388 Öhringer Einwohnern waren 2022 nach Zahlen der Bundesagentur für Arbeit 471 arbeitslos, davon 34 im Alter bis 25 Jahren und 168 über 55 Jahren. Sozialversicherungspflichtig beschäftigt waren 11.424 Einwohner, von diesen arbeiteten 7.436 als Berufsauspendler außerhalb Öhringens - mit 898 die Meisten in Heilbronn. Ihnen standen 7.099 Berufseinpendler gegenüber, darunter 1.336 aus Pfedelbach und 1.196 aus Bretzfeld, so dass in Öhringen 11.098 sozialversicherungspflichtig Beschäftigte arbeiteten. Von diesen waren 3.595 im produzierenden Gewerbe tätig und 4.745 im Bereich Dienstleistungen. Nicht enthalten sind in diesen Zahlen die Selbstständigen.

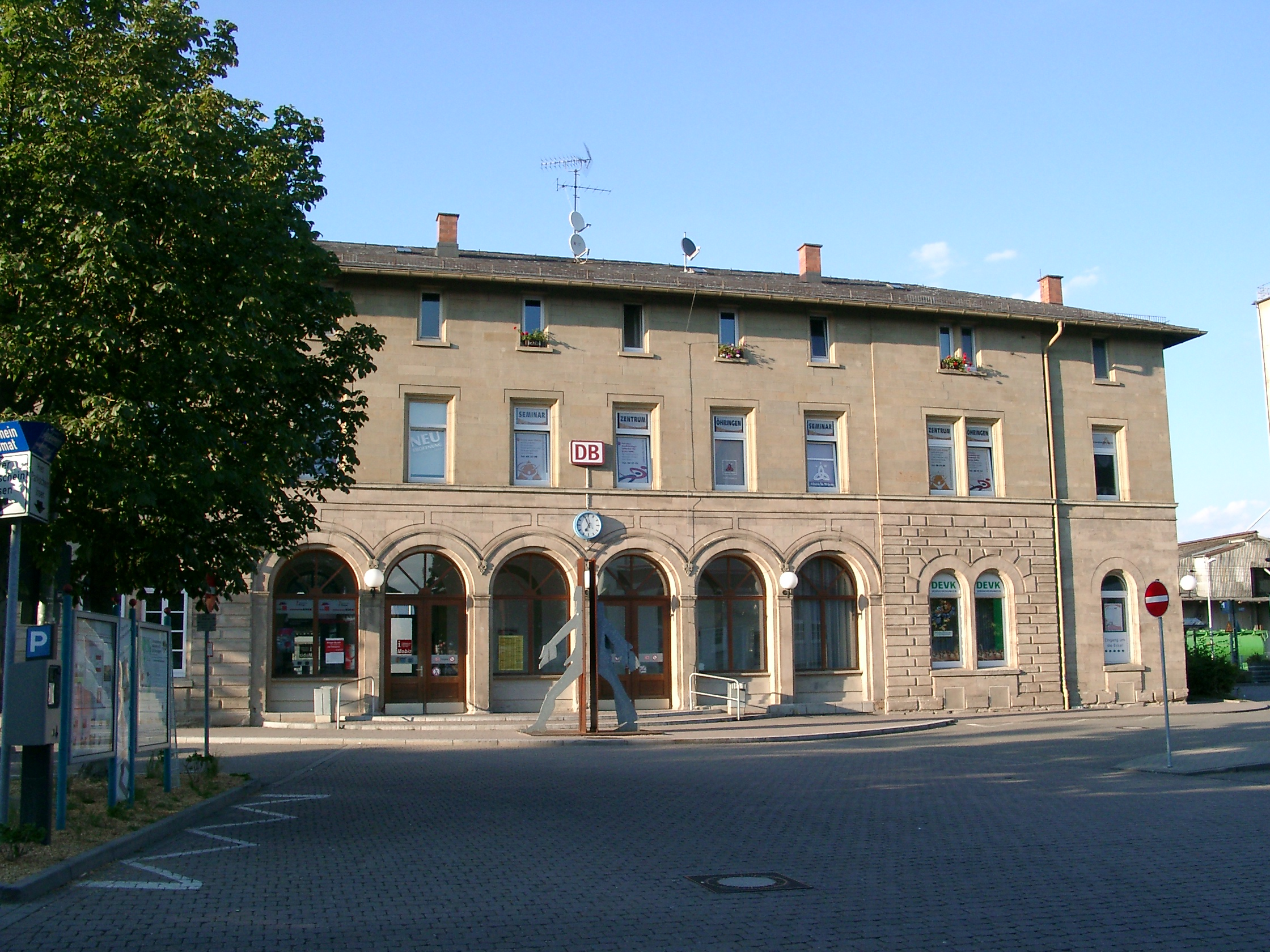
Der Öhringer Hauptbahnhof (Aug. 2007)

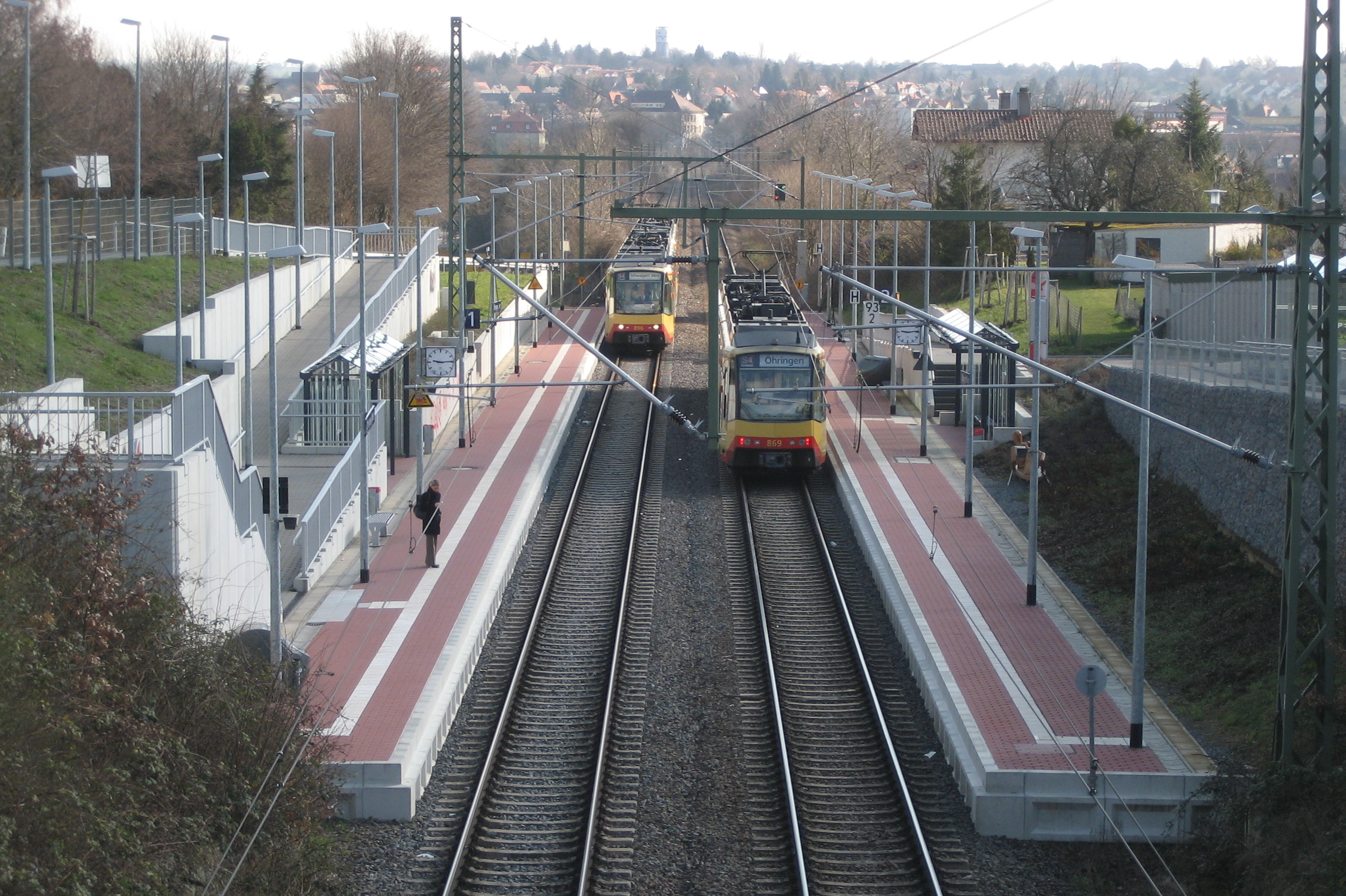
Stadtbahn-Haltestelle Öhringen-West

### Verkehr

#### Straßenverkehr
Die Stadt Öhringen ist über die Anschlussstelle Öhringen an der Bundesautobahn 6 unmittelbar an das deutsche Fernstraßennetz angebunden. Mehrere Landes- und Kreisstraßen durchqueren die Stadt und führen nach Künzelsau, Schwäbisch Hall, Heilbronn, ins Kochertal und in den Mainhardter Wald.
Durch Öhringen verläuft die Burgenstraße, eine Ferienstraße, die von Mannheim und Heilbronn kommend über Nürnberg bis Prag verläuft.

#### Bahnverkehr
Öhringen Hbf liegt an der 1862 bis 1867 eröffneten Bahnstrecke Heilbronn–Crailsheim. Die Strecke wird von Nahverkehrszügen der Deutschen Bahn bedient.
Seit Mitte Dezember 2005 fährt auf dieser Strecke die Stadtbahnlinie S4 nach Heilbronn und Karlsruhe. Der Abschnitt Heilbronn – Öhringen-Cappel wird gemeinsam von der S4 der Stadtbahn Karlsruhe (bzw. Stadtbahn Heilbronn) befahren. Die Regionalexpresslinie Heilbronn–Crailsheim wird von Zügen der Westfrankenbahn befahren. Die Bahnstrecke Heilbronn–Crailsheim wurde von 2003 bis 2005 modernisiert und mit einer Oberleitung bis Öhringen-Cappel ausgestattet. Neben der Endhaltestelle Cappel wurde die Haltestelle Öhringen-West neu gebaut, Planungen für eine Haltestelle Am Römerwall wurden 2014 verworfen. Eine ursprünglich geplante Haltestelle in Verrenberg wurde ebenfalls nicht verwirklicht.

#### Buslinien
Den öffentlichen Personennahverkehr bedienen mehrere Buslinien des Heilbronner Hohenloher Haller Nahverkehrs, in den die Stadtbahn integriert ist.

#### Ehemalige Bahnstrecke
Die Stadtteile Ohrnberg und Möglingen liegen an der ehemaligen Unteren Kochertalbahn von Bad Friedrichshall-Jagstfeld nach Ohrnberg und hatten jeweils einen eigenen Bahnhof. Das Teilstück Neuenstadt – Ohrnberg wurde 1913 eingeweiht, der Bahnbetrieb auf der kompletten Strecke wurde 1993 eingestellt.
Die Trasse der abgebauten Schienenstrecke von Kochersteinsfeld nach Ohrnberg wird heute als Radweg genutzt (Abschnitt des Kocher-Jagst-Radwegs).

#### Radverkehr
Durch eine Alltagsroute aus dem Radnetz Baden-Württemberg ist Öhringen über Bretzfeld, Obersulm und Weinsberg mit Heilbronn und in der anderen Richtung über Neuenstein und den Gewerbepark Hohenlohe bei Waldenburg mit Schwäbisch Hall verbunden.
Zudem bestehen als touristische Landes-Radfernwege:
- Der Kocher-Jagst-Radweg führt durch die Stadtteile Ohrnberg und Möglingen. Er ist ein Rundkurs entlang der beiden Flüsse Kocher und Jagst zwischen Bad Friedrichshall und einer Querverbindung zwischen den Tälern bei Aalen (Stadtteil Unterkochen) und Lauchheim.
- Der Württemberger Weinradweg[57] führt von Rottenburg am Neckar nach Niederstetten. Dabei führt er durch die Öhringer Stadtteile Verrenberg und  Michelbach am Wald.

Durch das Stadtgebiet führt außerdem der Deutsche Limes-Radweg. Dieser folgt dem Obergermanisch-Raetischen Limes über 818 km von Bad Hönningen am Rhein nach Regensburg an der Donau.

#### Limes-Wanderweg
Öhringen liegt am Limes-Wanderweg des Schwäbischen Albvereins, einem Teilabschnitt des Deutschen Limes-Wanderwegs.

### Medien
Aus Öhringen und dem Hohenlohekreis berichtet seit 1947 die Hohenloher Zeitung. Einer ihrer Vorgänger war das Privilegierte Oehringer Wochenblatt, das zum ersten Mal vor 1800 erschien. Ab 1805 wurde es zum Fürstlich Hohenlohischen Gemeinschaftlich-privilegierten Intelligenz-Blatt und diente als Amtsblatt für alle Linien des Fürstenhauses. Im Jahr 1841 wurde aus dem Intelligenz-Blatt der Hohenloher Bote, der drei Mal pro Woche erschien, im 20. Jahrhundert täglich. Die letzte Ausgabe erschien am 31. Oktober 1934 (im 151. Jahrgang). Als Konkurrent zum Hohenloher Boten erschien von 1924 bis 1933 die Hohenloher Tageszeitung mit dem Kopfblatt Neuenstädter Tageszeitung. Diese Zeitung wurde ab 1932 durch die zuerst in Weinsberg gedruckte NS-Zeitung Hohenloher Rundschau verdrängt, die von 1933 bis 1945 in Öhringen im Lohnverfahren gedruckt wurde. Nach dem Krieg erschien ab 1946 die Heilbronner Stimme mit einem Nachrichtenteil für den Landkreis Öhringen. Seit dem 18. Januar 1947 erscheint die Hohenloher Zeitung (HZ), eine Lokalausgabe der Heilbronner Stimme. Lokalredaktionen der HZ befinden sich in Öhringen und Künzelsau.
Seit Mitte 2018 erscheint 14-täglich ein kostenloses Amtsblatt der Stadt Öhringen. Darin werden die öffentlichen Bekanntmachungen publiziert. Bis Mitte 2018 erfolgte dies in der Hohenloher Zeitung.
Als kostenlose Anzeigenblätter werden das echo am Wochenende (aus der Verlagsgruppe der Heilbronner Stimme) und der KreisKurier (mittwochs, aus dem Zeitungsverlag Schwäbisch Hall, in dem das Haller Tagblatt erscheint) verteilt. Seit 1998 erscheint monatlich das kostenlose Stadtmagazin der ÖHRINGER. Daneben erscheinen das monatliche Anzeigenmagazin Hohenlohe Trends und das Stadtmagazin Moritz.
Regelmäßig berichtet im Radio das SWR4 Frankenradio des Südwestrundfunk-Studios Heilbronn über Öhringen sowie der Heilbronner Privatsender Radio Ton.

### Gericht, Behörden und öffentliche Einrichtungen

#### Gericht und Behörden
In Öhringen besteht ein Amtsgericht, das zum Landgerichtsbezirk Heilbronn und zum Oberlandesgerichtsbezirk Stuttgart gehört.
Ferner gibt es ein Polizeirevier.
Das Finanzamt Öhringen ist zuständig für den gesamten Hohenlohekreis.
Das Landratsamt des Hohenlohekreises hat verschiedene Außenstellen in Öhringen (Allgemeine Jugendhilfe, Landwirtschaftsamt, Gesundheitsamt, Kreismedienzentrum, Wirtschaftskontrolldienst). Bis Juni 2019 befand sich in Öhringen zudem eine Außenstelle der Kfz-Zulassungsstelle.

#### Krankenhaus Öhringen
Die BBT-Gruppe ist seit 2018 Mehrheitsgesellschafter der Hohenloher Krankenhaus gGmbH, Minderheitsgesellschafter ist der Hohenlohekreis. Vorige Gesellschafter waren die Regionale Gesundheitsholding Heilbronn-Franken GmbH (Gesellschafter: Stadtkreis Heilbronn, Landkreis Heilbronn und Hohenlohekreis) zusammen mit dem Hohenlohekreis. Die Hohenloher Krankenhaus gGmbH betreibt das Öhringer Krankenhaus und am Standort des im November 2019 geschlossenen Krankenhauses Künzelsau mit Kooperationspartnern ein Gesundheitszentrum. Ein Schwerpunkt des Öhringer Krankenhauses ist die Gynäkologie/Geburtshilfe. Neben dem Krankenhaus betreibt die Hohenloher Krankenhaus gGmbH in Öhringen eine Geriatrische Rehabilitationsklinik (20 Betten) sowie ein Altenheim mit 98 vollstationären Plätzen.

#### Feuerwehr Öhringen
Die Freiwillige Feuerwehr Öhringen besteht aus drei Zügen zu jeweils zwei oder drei Gruppen und hat eine Mannschaftsstärke von insgesamt 300 Mann. Sie ist eine von drei Stützpunktfeuerwehren im Hohenlohekreis mit insgesamt 15 Fahrzeugen. Diese bilden den Lösch-, Hilfeleistungs- und Gefahrgutzug, die für die Stadt Öhringen und einen Autobahnabschnitt auf der A 6, bei größeren Schadenslagen für den Altkreis Öhringen zuständig sind. Der Gefahrgutzug deckt den gesamten Hohenlohekreis ab. Sechs weitere Fahrzeuge sind auf die Abteilungen Baumerlenbach, Büttelbronn, Cappel, Eckartsweiler, Michelbach, Möglingen, Ohrnberg, Schwöllbronn, Unterohrn und Verrenberg verteilt.
Gegründet wurde die Freiwillige Feuerwehr 1848, die Stadt erließ 1853 die erste Feuerwehrsatzung. Erster Standort war das Leiterhaus am Hafenmarkt. Für Brände in der Stadt wurden die Feuerwehrmänner durch das Läuten der Feuerglocke auf dem Blasturm alarmiert, bei Bränden außerhalb, indem der Türmer das Feuerhorn blies. Um 1900 wurde eine Pflichtfeuerwehr eingeführt, da Freiwillige für den Dienst fehlten. Wenige Jahre später kehrte man zum Freiwilligensystem zurück. Die erste Motorspritze mit einer Pumpleistung von 1.500 Litern in der Minute erhielt die Feuerwehr im Jahr 1922. Sie war im Feuerwehrhaus am Bahnhof untergebracht, das 1928 um einen 16 Meter hohen Steigerturm erweitert wurde. Einen ihrer größten Einsätze hatte die Feuerwehr beim Altstadtbrand vom 17. Juli 1963. Hierbei brannten vier Wohnhäuser ganz nieder, und 15 Wohnungen wurden in Mitleidenschaft gezogen. Da das alte Feuerwehrhaus inzwischen viel zu klein geworden war, wurde Anfang der 1970er Jahre ein neues am Pfaffenmühlweg errichtet, das 1972 eingeweiht wurde. Im Gebäude befindet sich auch ein zentrales Heizwerk für städtische Gebäude. Der Bau wurde 1989 erweitert und bietet Platz für 18 Feuerwehrfahrzeuge.

#### Sozialeinrichtungen

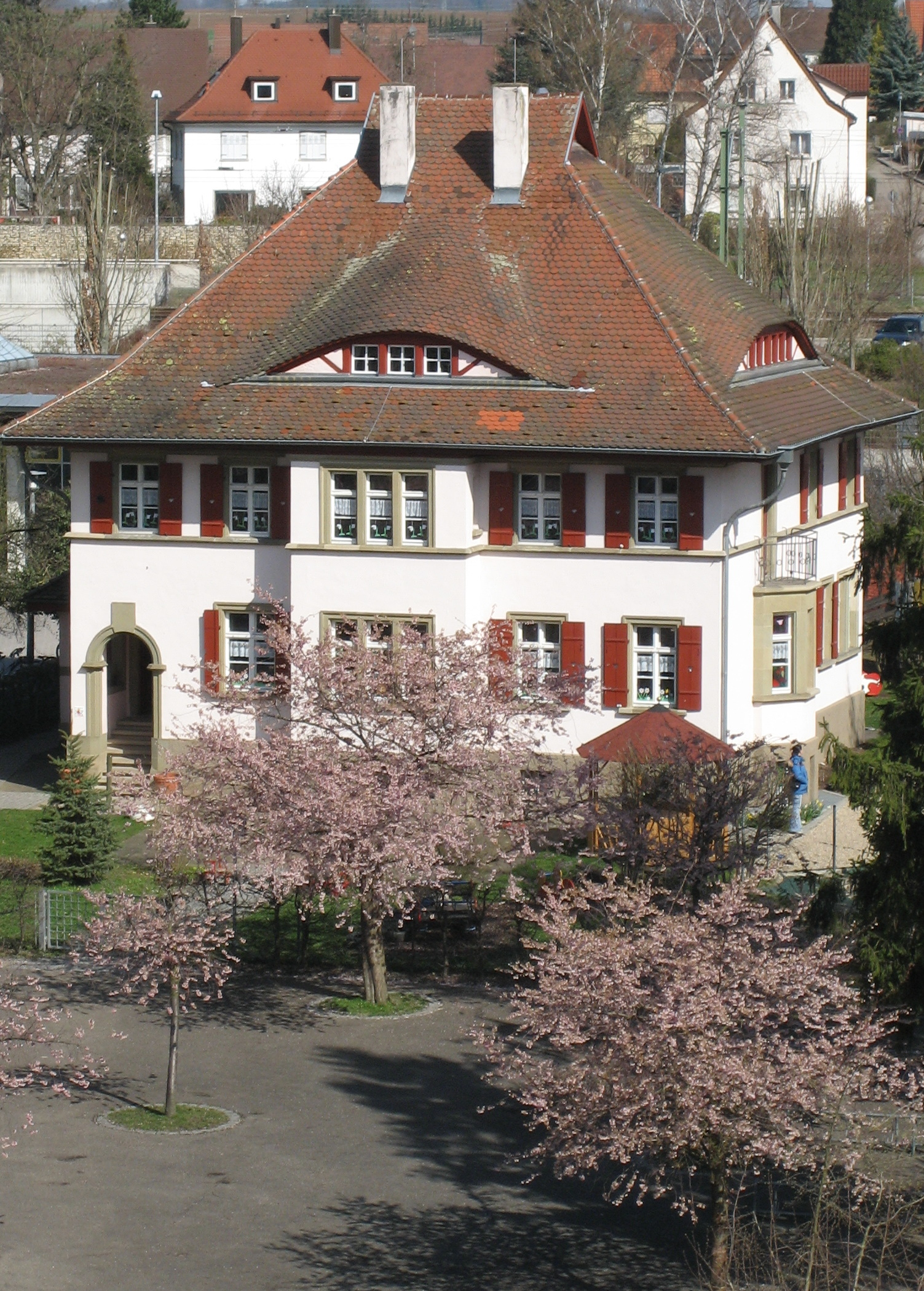
Kindergarten Dambacher Villa

In Öhringen gibt es neun städtische Kindergärten, davon jeweils einen in Cappel, Michelbach und Ohrnberg. Die evangelische Kirchengemeinde betreibt drei Kindergärten in Öhringen, die katholische Kirchengemeinde einen. Daneben gibt es eine private Kindertagesstätte. Die katholische, die evangelische und die evangelisch-methodistische Kirchengemeinde haben in der Stadt einen Tafelladen eingerichtet, der Lebensmittel gegen geringes Entgelt an Bedürftige weitergibt. Caritas, Diakonie und Arbeiterwohlfahrt haben in Öhringen Geschäftsstellen und beraten und unterstützen Menschen in allgemeinen sozialen Belangen.

### Bildung
Öhringen hat ein allgemeinbildendes Gymnasium (Hohenlohe-Gymnasium Öhringen, HGÖ), eine Realschule (RSÖ), eine Förderschule (Albert-Schweitzer-Schule), eine Hauptschule mit Werkrealschule (Weygangschule) und vier Grundschulen (Hungerfeldschule, Schillerschule mit Außenstelle Verrenberg, GS Cappel, GS Michelbach am Wald).
Der Hohenlohekreis ist Träger der drei Beruflichen Schulen in Öhringen: Gewerbliche Schule, unter anderem mit Technischem Gymnasium, Richard-von-Weizsäcker-Schule (Hauswirtschaftliche und Landwirtschaftliche Schule, unter anderem mit Agrarwissenschaftlichem Gymnasium und Sozialwissenschaftlichem Gymnasium) sowie Kaufmännische Schule, unter anderem mit Wirtschaftsgymnasium.
Die private Tiele-Winckler-Schule für Erziehungshilfe der Heimat für Heimatlose Freudenberg rundet das Schulangebot Öhringens ab.

### Ver- und Entsorgung

#### Stromversorgung

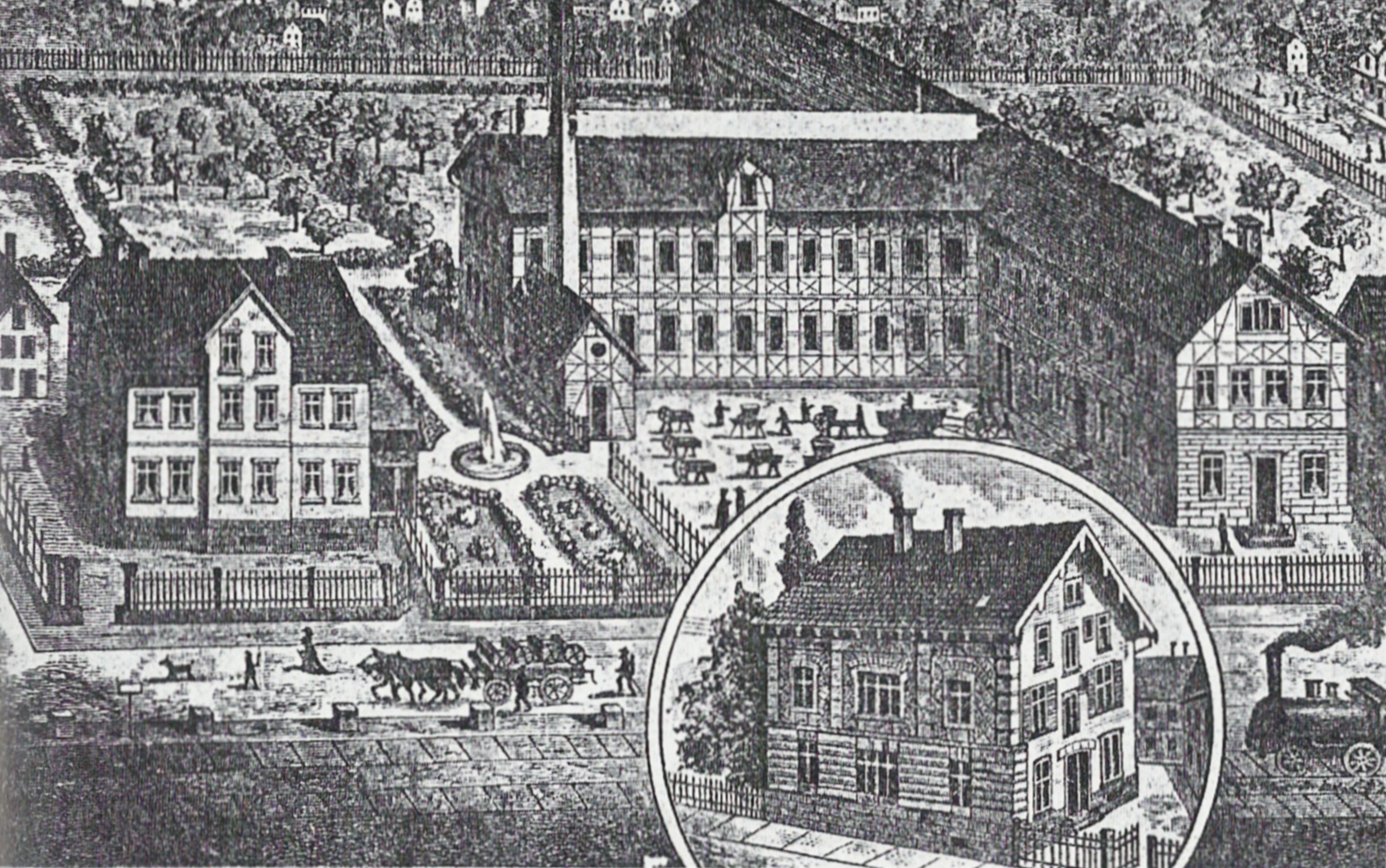
Maschinenfabrik Karl Eheim (rechts), Kottmannsches Anwesen (links), Weippertsche Elektrizitätszentrale (Bildmitte)

Die ersten Anlagen zur Stromversorgung wurden 1896 errichtet. Der Fabrikant Gustav Weippert baute auf seinem Fabrikgelände an der heutigen Kottmannstraße in einem Kesselhaus mit Dampfmaschine provisorisch einen Generator auf, der über eine etwa 100 Meter lange Leitung zwei Bogenlampen im Saal des Gasthauses zur Eisenbahn speiste. Im selben Jahr wurden die ersten Geschäfte und eine Gastwirtschaft an das Stromnetz angeschlossen. Fabrikant Weippert verkaufte seine Maschinenfabrik und errichtete 1903 an der Meisterhausstraße eine größere elektrische Zentrale. Das Elektrizitätswerk wurde an die Württembergische Gesellschaft für Elektrizitätswerke, eine Finanzierungsgesellschaft der Maschinenfabrik Esslingen, verpachtet. 15 Jahre lang wurde die Stadt ausschließlich mit Strom aus dem Öhringer Elektrizitätswerk versorgt. Die Straßenbeleuchtung mit 60 „Flammen“ wurde im Jahr 1905 von Erdöllampen auf Strombetrieb umgestellt.
Der Gemeindeverband Überlandwerk Hohenlohe-Öhringen war eine Elektrizitätsgesellschaft, die 1910 von 42 Gemeinden der Oberamtsbezirke Öhringen, Neckarsulm, Weinsberg und Schwäbisch Hall gegründet wurde. Der Gemeindeverband ist einer der Vorgänger der Energie-Versorgung Schwaben (EVS), aus der die heutige EnBW Energie Baden-Württemberg durch Fusion mit dem Badenwerk hervorging.

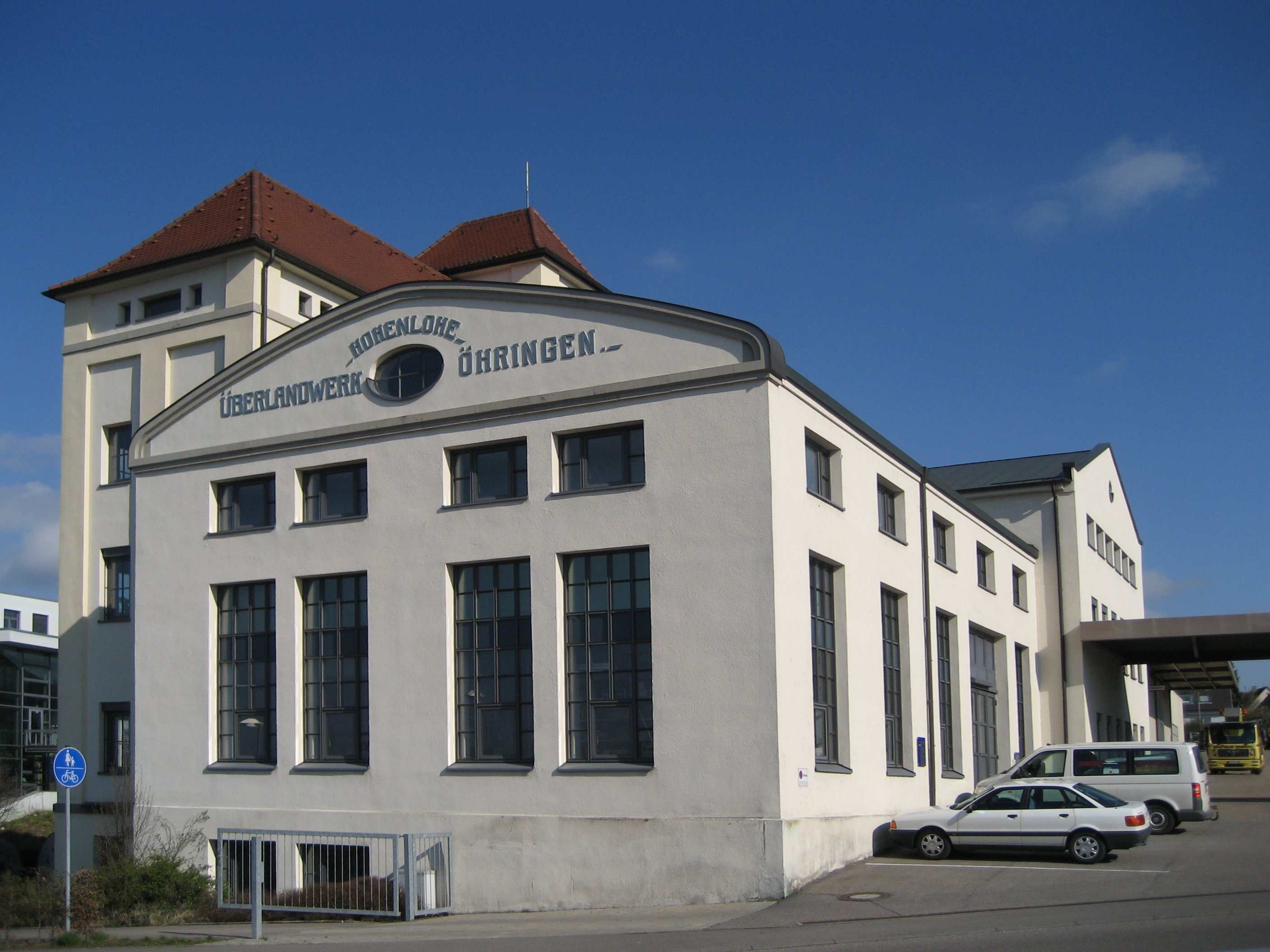
Dieselzentrale des Überlandwerks Hohenlohe-Öhringen

Der Gemeindeverband übernahm 1912 das Elektrizitätswerk Öhringen und erweiterte es bis 1914 um drei Dieselaggregate. Die Planungen des Gemeindeverbandes sahen – neben der Errichtung des Stromnetzes – den Bau des Wasserkraftwerks Ohrnberg am Kocher vor. In den Jahren 1922 bis 1924 konnte dieses Kraftwerk errichtet werden.
Die Versorgung der Kernstadt geschah mit einem Gleichstrom-Dreileiter-Netz, während einige weiter entfernte Betriebe mit Drehstromanschlüssen angeschlossen wurden. Mit der Modernisierung der Zentrale in den Jahren 1933/34 wurde ein Umspannwerk errichtet, und Öhringen wurde an die 60 kV-Leitung von Heilbronn nach Kupferzell angeschlossen.
Im Jahr 1939 ging das Überlandwerk Hohenlohe-Öhringen in die Energie-Versorgung Schwaben (EVS) auf, die Betriebsverwaltung Öhringen blieb dabei erhalten. Die EVS blieb im Eigentum der Kommunen, die Stadt Öhringen besaß das größte Aktienpaket einer einzelnen Gemeinde. 2002 verkaufte die Stadt Öhringen den Großteil ihres Aktienpakets am Nachfolge-Unternehmen und erzielte dabei einen Erlös von über 35 Millionen Euro.
Die Umspannstationen im Stadtgebiet sind heute über das Umspannwerk Möhrig an die Hochspannungsleitung Heilbronn-Kupferzell angeschlossen, die 1955 erbaut wurde (110 kV).

#### Wasserversorgung

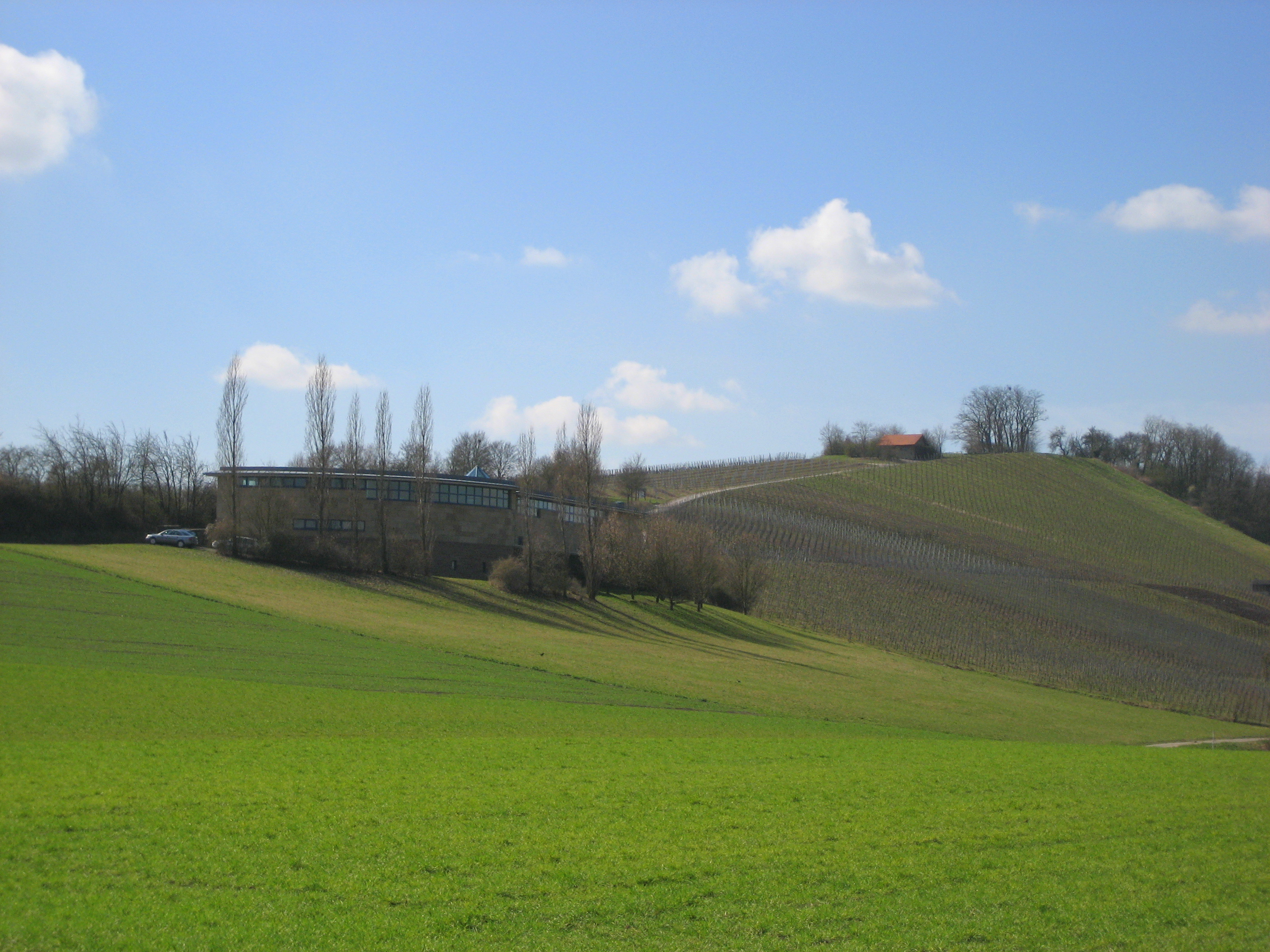
Wasserwerk am Golberg

Im Jahr 1865 berichtet die Oberamtsbeschreibung von 14 Brunnen, von denen heute mit Marktbrunnen, Rathausbrunnen, Wilhelmsbrunnen und Altstadtbrunnen noch vier im Bereich der Innenstadt bestehen. 1899 wurde durch die Regierung des Jagstkreises eine zentrale Wasserversorgung angeregt, nachdem der Öhringer Gemeinderat das Thema 1896 noch vertagt hatte. Am Römerwall wurde ein erster, 40 Meter tiefer Brunnen gebohrt und 146 Einwohner ließen sich an die Wasserleitung anschließen. Der erste Hochbehälter wurde an der Friedrichsruher Straße gebaut, doch das Öhringer Wasser war nicht nur von schlechter Qualität, sondern auch zu wenig für die wachsende Stadt. Die Deutsche Reichsbahn wurde in den 1920er Jahren gebeten, die Dampflokomotiven nur noch nachts zu befüllen und Toilettenspülungen waren bis in die 1930er Jahre untersagt. Nachdem eine weitere, an der Büttelbronner Straße erschlossene Quelle ebenfalls nicht ausreichend war, überlegte der Gemeinderat 1939 kurzzeitig, bei Schuppach und Michelbach Stauseen anzulegen.
Besonders nach dem Zweiten Weltkrieg herrschte Wassermangel in Öhringen. Vor allem im Sommer 1950 blieben viele Bewohner tagelang ohne Wasser, und die Stadt ordnete rigorose Sparmaßnahmen an. Die Landräte der Landkreise Öhringen, Künzelsau, Schwäbisch Hall, Crailsheim und Mergentheim regten 1951 die Bildung des Zweckverbands Wasserversorgung Nordostwürttemberg („Nordostring“) über die Landeswasserversorgung an. Die Stadt Öhringen trat diesem Zweckverband nach anfänglichem Zögern auf Druck des Landrats 1955 bei. Der Hochbehälter wurde Anfang der 1960er Jahre erweitert und die beiden Wassertürme Nord und Süd errichtet. Das relativ schlechte Wasser der vier eigenen Tiefbrunnen sollte mit dem Wasser der Landeswasserversorgung gemischt und über die Wassertürme ins Wassernetz eingespeist werden. Da das Wasser aufgrund des großen Qualitätsunterschieds nicht mischbar war, wurde der Öhringer Norden mit eigenem Wasser versorgt, während der Süden mit Wasser des Nordostrings versorgt wurde. 1970 wurde in die Leitungen des Nordostrings Bodenseewasser eingespeist, wodurch der Qualitätsunterschied noch größer wurde.
1994 errichtete die Stadt ein neues Wasserwerk am Golberg, in dem eigenes Wasser aufbereitet und mit dem Wasser der Fernwasserversorgung gemischt wird.

#### Abwasserentsorgung
Zur Entsorgung des Abwassers wurde 1959 die erste Kläranlage
der Stadt gebaut. Mittlerweile betreibt die Stadt Öhringen zwei Kläranlagen, eine jeweils in Unterohrn und in Ohrnberg. Das Abwasser aus Michelbach wird in der Kläranlage der Gemeinde Pfedelbach in Oberohrn entsorgt. Die Anlage in Unterohrn (Sammelkläranlage Öhringen) wurde von 2009 bis 2012 erweitert und hat nun eine Kapazität von 49.500 EW. 2016 wurde sie zusätzlich mit einer 4. Reinigungsstufe zu Eliminierung von Spurenstoffen erweitert.

### Wasserstoff
Der Energieversorger ENBW betreibt das Projekt Wasserstoffinsel Öhringen. Dabei soll die Beimischung von Wasserstoff in das bestehende Erdgasnetz erprobt werden. Zunächst wurde das Gasgemisch des Betriebsgebäudes schrittweise auf eine Mischung aus 70 % Erdgas und 30 % Wasserstoff erhöht. Seit Sommer 2022 wurden 30 umliegende Haushalte in das Projekt einbezogen und deren Mischgas auch schrittweise auf 30 % Wasserstoffanteil erhöht. ENBW will hier den Einsatz von Wasserstoff unter realen Bedingungen testen und Erfahrungswerte gewinnen.

### Ansässige Unternehmen
Die Huber Packaging Group ist der größte deutsche Hersteller von Verpackungen aus Weißblech. Das Unternehmen wurde 1871 von Karl Huber (1845–1920) gegründet. Heute beschäftigt das Unternehmen mehr als 1.300 Mitarbeiter (davon über 700 in den Werken in Öhringen), die einen Umsatz von rund 180 Mio. Euro erwirtschaften (Stand: 2006).
Die Mahle GmbH ist einer der weltweit führenden Automobilzulieferer. Das Werk Öhringen entstand 1962 als Werk des Stuttgarter Unternehmens Purolator Filter GmbH, das wiederum ein Tochterunternehmen des amerikanischen Filterherstellers Purolator Products Inc. war. 1974 ging das Unternehmen Purolator in die Mahle GmbH über. Diese führte das Werk Öhringen unter dem Namen Knecht Filterwerke, die ebenfalls von der Mahle GmbH übernommen wurden. 1979 waren im Öhringer Werk mehr als 600 Mitarbeiter beschäftigt. 1999 wurde der Unternehmensbereich Knecht in Mahle Filtersysteme GmbH umfirmiert, das Werk Öhringen wurde ebenfalls unter diesem Namen geführt. In Öhringen wurden Industriefilter entwickelt und hergestellt. Neben der Produktion befanden sich Forschung und Entwicklung sowie der weltweite Vertrieb der Industriefilter in Öhringen. Bis 2016 arbeiteten rund 800 Mitarbeiter im Werk Öhringen. Ende 2016 verkaufte Mahle den Bereich Industriefilter mit rund 900 Mitarbeitern, darunter 410 in Öhringen, an das US-Unternehmen Filtration Group. Im bei Mahle verbliebenen Bereich Luftmanagementsysteme für Verbrennungsmotoren baute Mahle in Öhringen bis 2019 rund 150 Stellen ab. Im Juni 2019 kündigte Mahle an, seinen Öhringer Standort mit zu diesem Zeitpunkt noch 240 Mitarbeitern bis Ende 2020 zu schließen.
Jakob Kottman gründete 1879 die Hohenloher Schulbankfabrik, die heute unter dem Namen Hohenloher Spezialmöbelwerk Schaffitzel Schuleinrichtungen und Laboreinrichtungen herstellt. Das Unternehmen mit Sitz in Öhringen beschäftigt weltweit mehr als 400 Mitarbeiter.
Bis Ende Juni 2015 produzierte die ehemalige Raiffeisen-Genossenschaft Naturella AG, ab 1983 als Tochterunternehmen der Richard Hartinger Getränke-Gruppe (riha), in Öhringen Fruchtsäfte und Getränke unter den Marken naturella und Fruchtquell, zuletzt mit 185 Mitarbeitern rund 200 Millionen Flaschen und Getränkekartons im Jahr. 2015 schloss riha das Öhringer Werk und verlagerte die Produktion in ein neu gekauftes Werk nach Waibstadt, wo anders als in Öhringen Erweiterungsmöglichkeiten bestanden. Die Marke naturella blieb erhalten.
Lederer ist ein Hersteller von Flüssigsilikon/Thermoplast-Verbünden für die Automobil-, die Elektro- und die Lebensmittelindustrie sowie die Medizin- und Sanitärtechnik. Lederer beschäftigt in Öhringen rund 160 Mitarbeiter und gehört zur Unternehmensgruppe Freudenberg.
Das Werk Öhringen des Bietigheimer Unternehmens Alfred Heyd produziert mit 100 Mitarbeitern Winkel- und Gabelgelenke sowie Gelenkwellen für den Maschinenbau und Antriebstechnik. Die Frachtsparte des Logistikunternehmens DHL, DHL Freight, beschäftigt in ihrer Öhringer Niederlassung rund 150 Mitarbeiter, die täglich etwa 500 Tonnen Fracht umschlagen (Stand 2004).
Wolverine Advanced Materials beschäftigt in Öhringen 125 Mitarbeiter, die spezielle Werkstoffe für die Automobilindustrie entwickeln und produzieren.
Zum Firmenverbund des Hauses Hohenlohe-Oehringen gehören das Weingut Fürst Hohenlohe Oehringen in Verrenberg, das Schloss Neuenstein, die fürstliche Forstverwaltung in Öhringen und Sachsen-Anhalt, der landwirtschaftliche Gutsbetrieb Platzhof sowie ein landwirtschaftlicher Betrieb in Mecklenburg. Ebenfalls zu diesem Firmenverbund gehören: Die Hohenloher Kunststofftechnik GmbH & Co. KG, ein Hersteller von hochpräzisen Kunststoffspritz-Teilen sowie von Spulenkörpern, welcher in Öhringen 55 Mitarbeiter beschäftigt, sowie die Hohenloher Formstruktur GmbH & Co. KG, ein in Pfedelbach ansässiger Hersteller von foto-chemischen Struktur- und Schriftätzungen.
Öhringen ist Sitz der Volksbank Hohenlohe, die Sparkasse Hohenlohekreis hat in Öhringen eine Hauptstelle. Daneben unterhalten weitere überregionale Banken Filialen in Öhringen.
Im Jahre 1901 übernahm Wilhelm Hütter eine Kutsche von der Bühr’schen Kutscherei in Öhringen und begründete damit den späteren Reisedienst Hütter. Die erste nennenswerte Erwähnung war die Übernahme der Busroute von Öhringen – Kirchensall – Wohlmuthausen und zurück im Jahre 1933. Im Laufe der Jahre wurde das Transport- und Reisegeschäft immer weiter entwickelt, bis 1960 die Speditionstätigkeit ausgegliedert wurde. Der Firmensitz war bis zum Jahre 1990 in der Schillerstraße im Herzen Öhringen. Ab 1990 ist die Spedition Hütter in den Zeilbaumweg umgezogen. Hütter Reisen betreibt weiterhin Buslinien im Hohenlohekreis und ein Reisebüro.
An der Westallee hat die Spedition Dachser 2012 ein Logistikzentrum eröffnet. Es beschäftigt nach zwei Erweiterungen rund 250 Personen.

### Landwirtschaft und Weinbau
2007 gab es in Öhringen 146 landwirtschaftliche Betriebe (1979: 306). Diese bewirtschafteten eine landwirtschaftliche Nutzfläche von 4637 ha (1971: 4210 ha). Unter den landwirtschaftlichen Betrieben befanden sich 2007 66 Haupterwerbsbetriebe und 67 Nebenerwerbsbetriebe.
Die Ortsteile Michelbach und Verrenberg sind Weinbauorte, deren Lagen zur Großlage Lindelberg im Bereich Württembergisch Unterland gehören. Die Rebflächen auf dem Stadtgebiet umfassen rund 121 ha, davon sind ca. zwei Drittel rote Rebsorten (Stand: 2005).

## Kultur und Sehenswürdigkeiten

### Museen
Das städtische Weygang-Museum in der Karlsvorstadt beherbergt zahlreiche Exponate zur Geschichte der Stadt und zur Hohenloher Volkskultur. Eine umfangreiche Zinn- und Fayencesammlung aus dem Nachlass des Namensgebers August Weygang umfasst Originale und Nachbildungen vom 16. bis zum 20. Jahrhundert. In einem Museumsanbau befindet sich die älteste noch produzierende Zinngießerei Deutschlands. Im Römerkeller des Museums sind Originalfunde und Nachbildungen aus dem römischen Öhringen ausgestellt. Im Museum Werkstatt Pflaumer ist eine ehemalige Schlosserei und spätere Schleiferei und Messerschmiede erhalten. Die Einrichtung der seit 1882 bestehenden Werkstatt blieb über Generationen nahezu unverändert. Im Blasturm der Stiftskirche befindet sich das Turmmuseum, das der Heimatverein betreibt. Im Museum werden die Wohnung und der Arbeitsplatz des Türmers und die frühere Nutzung des Turms dargestellt.
Das private Meeres-Museum im Stadtteil Cappel zeigt einen Überblick über Muschel- und Schneckenarten aus allen Weltmeeren mit rund 1.800 Exemplaren aus der rund 12.000 Stücke umfassenden Sammlung Kreipl.
Seit 1980 gibt es das Motormuseum Öhringen. Es zeigt die Fahrzeugproduktion im Bereich Sport- und Tourenwagen aus der Zeit von 1945 bis 1965 sowie Motorräder aus den 1960er und 1970er Jahren. Angegliedert ist ein Glasmuseum für Glaskunst aus der Epoche von 1950 bis 2000.

### Musik
In Öhringen gibt es ein vielfältiges musikalisches Leben. Neben den verschiedenen kirchenmusikalischen und schulischen Chören und Ensembles gibt es mit der Stadtkapelle Öhringen ein sinfonisches Blasorchester mit Nachwuchsorchestern, den Musikzug der TSG Öhringen, das Kammerorchester Orchesterverein Öhringen sowie verschiedene Chöre. Die Jugendmusikschule ist eine Einrichtung der Stadt Öhringen. Im Bereich Rock, Pop und Jazz gibt es zahlreiche Ensembles.

### Bauwerke

#### Schloss und Marktplatz

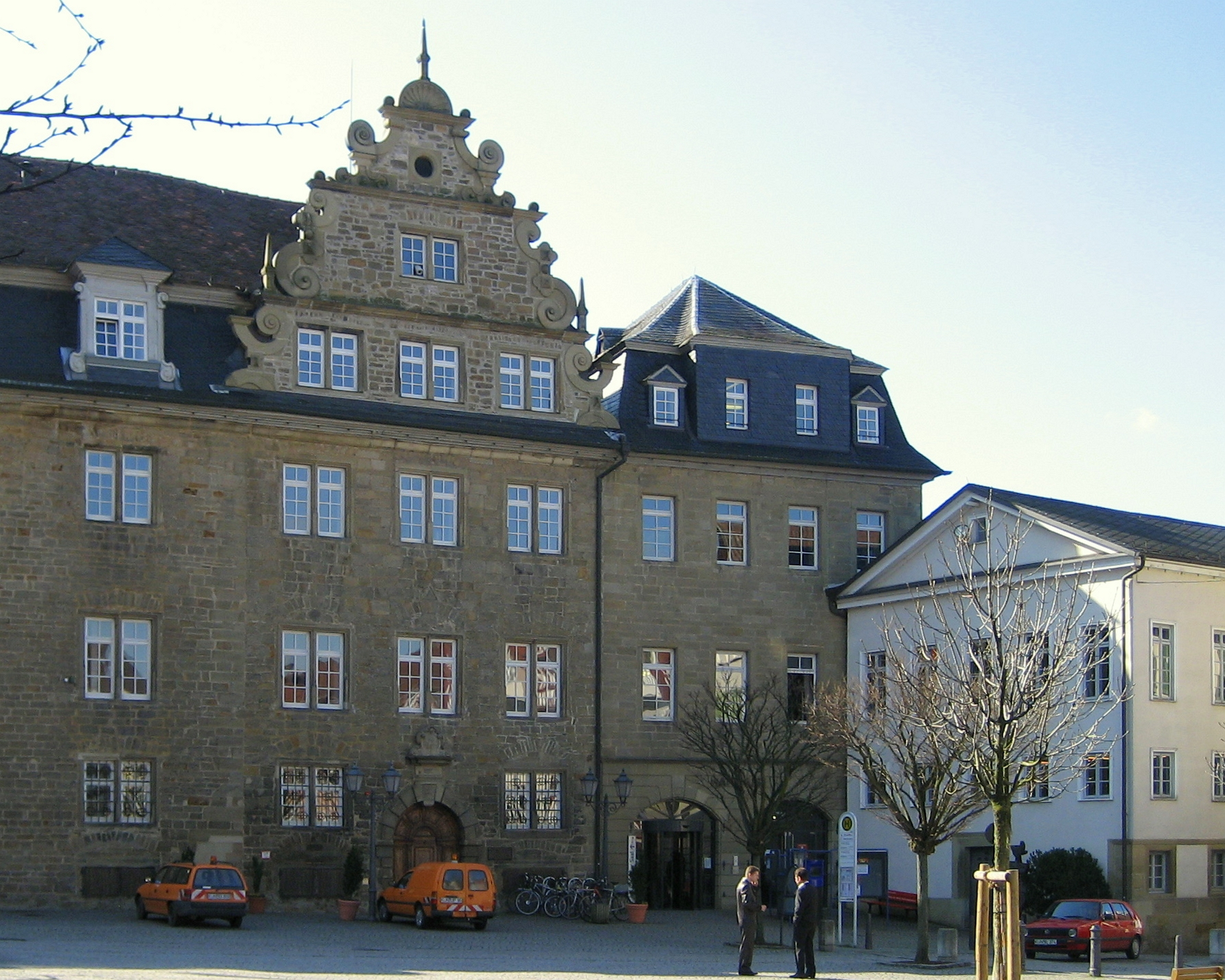
Schloss mit Giebel des Marstallbaus, rechts anschließend Remisenbau und Prinzenbau (helles Gebäude)

Der mittelalterliche Marktplatz ist das Herzstück der Stadt. Dort befindet sich das ehemals hohenlohische Schloss Öhringen, zusammen mit der Stiftskirche das Wahrzeichen der Stadt. Das Renaissanceschloss war Residenz der Grafen und Fürsten zu Hohenlohe.
Es wurde auf einem südlich der Stiftskirche liegenden Gelände errichtet. Dort standen das Kurienhaus und das Schulhaus, die dem Neubau weichen mussten. Der älteste Teil, der Lange Bau, entstand als Witwensitz der Gräfin Magdalena von Hohenlohe (* 1547; † 1633, Schwester von Wilhelm von Oranien) in den Jahren 1611 bis 1616 nach Plänen des Baumeisters und Neuensteiner Burgvogts Georg Kern aus Forchtenberg.
Bis 1633 bewohnte die Witwe des Grafen Wolfgang von Hohenlohe-Neuenstein das Schloss. Danach stand es weitgehend leer, bis es 1677 nach einer Erbteilung dem Grafen Johann Friedrich I. von Hohenlohe-Neuenstein-Öhringen zufiel. Um das Schloss als Residenz nutzen zu können, ließ er den Marstallbau anfügen. Dabei wurden die Volutengiebel abgebrochen und am neu errichteten Marstallbau angebracht. Johann Friedrich II., der 1764 zum Fürsten erhoben wurde, erweiterte das Schloss 1714/15 um hofseitige Korridore. Der gesamte Bau erhielt statt des Satteldachs ein Mansarddach, die Renaissancegiebel wurden beibehalten. Im Erdgeschoss wurden diese als Arkaden mit flachen Bögen ausgeführt. In den Jahren 1770 bis 1775 folgte eine Erweiterung des Schlosses um einen Remisenbau, der sich an den Marstall anschloss und zum Marktplatz als Bürgerhaus erschien.
Fürst August zu Hohenlohe-Oehringen fügte in den Jahren 1812/13 den Prinzenbau an den Remisenbau. Er diente als Wohnung für den Erbprinzen und hatte nach außen die Form eines klassizistischen Bürgerhauses. 1845 bis 1847 wurden die Prunkräume Blauer Saal, Speisesaal und Weißer Saal renoviert. Der Stil des Blauen Saales ist eine Mischung aus italienischer Renaissance und frühem Barock, der Name wird auf die verwendete blaue Farbe zurückgeführt.

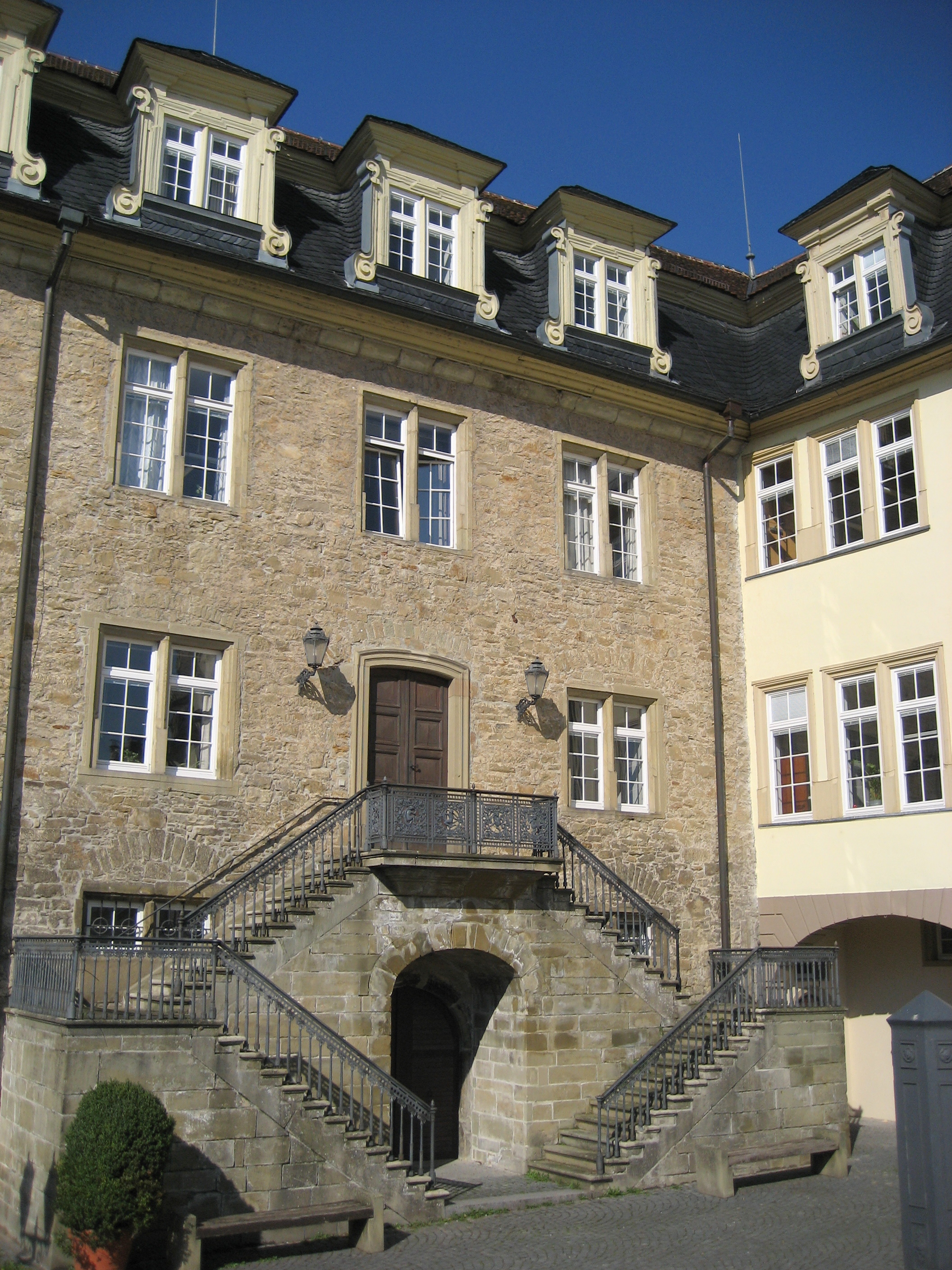
Schlosshof: Marstallgebäude (links), Langer Bau (rechts)
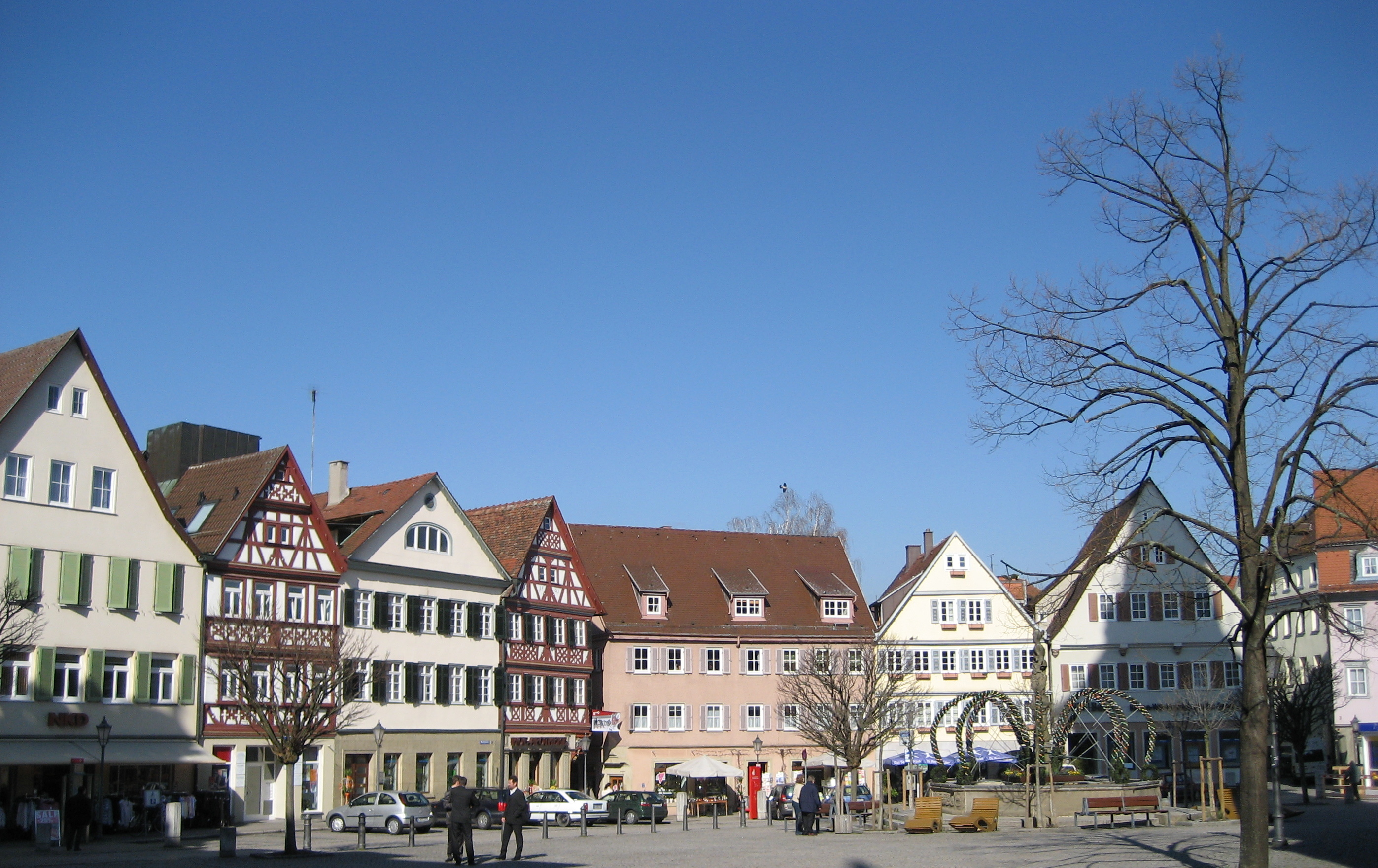
Marktplatzansicht
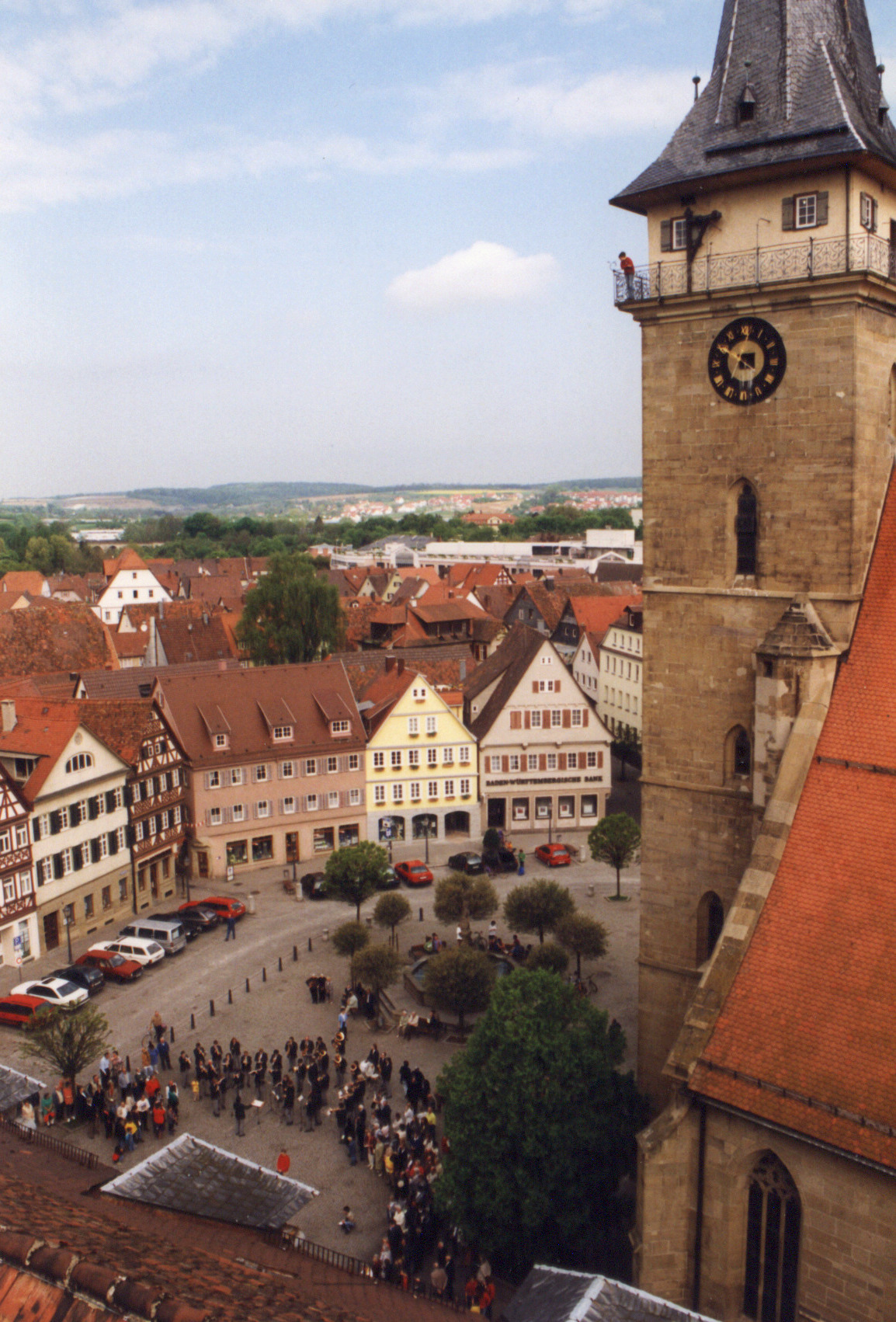
Marktplatz und Stiftskirche
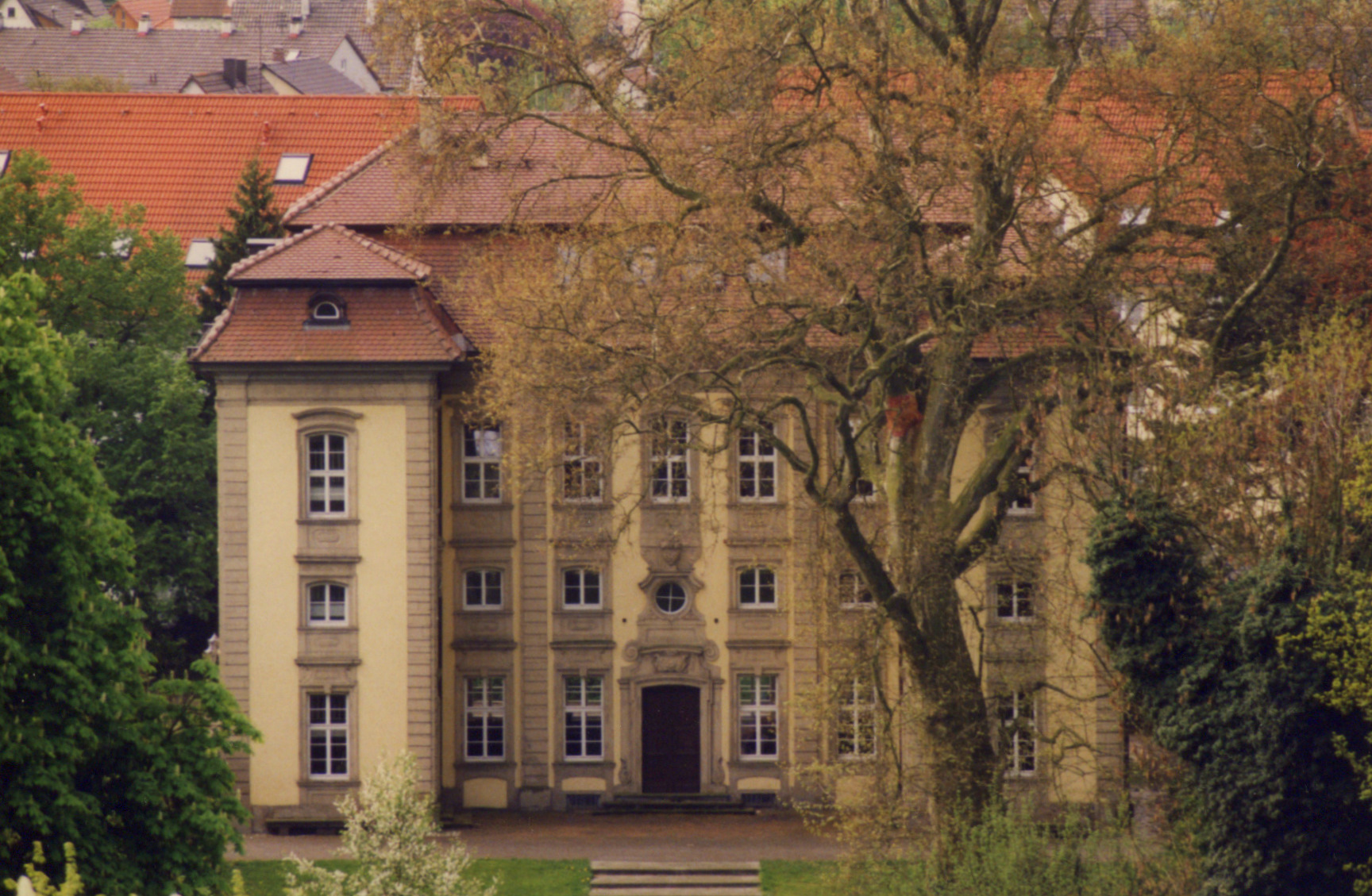
Hoftheater im Hofgarten (Sicht vom Schlosshof)

Bereits mit dem Langen Bau wurde um 1616 ein Kirchgang errichtet, eine Brücke vom Schloss zur Stiftskirche. Dieser Kirchgang wurde 1817/18 verändert und mit der Renovierung der Stiftskirche 1888/89 abgebrochen. Spuren davon sind noch am Schloss und an der Kirche zu erkennen.
Die fürstliche Familie verlegte in den Jahren 1848/49 ihren Wohnsitz von Öhringen nach Slawentzitz in Oberschlesien. Nach dem Verlust der oberschlesischen Besitzungen kehrte August zu Hohenlohe-Oehringen 1945 mit seiner Familie in das Öhringer Schloss zurück, dessen Südflügel er bis zu seinem Tode 1962 bewohnte. In den anderen Teilen des Schlosses waren verschiedene Mieter untergebracht. Die Stadt kaufte 1961 das Schloss mit dem Hofgarten von der Familie Hohenlohe für 1,5 Millionen Mark und renovierte es von 1976 bis 1987. Das Schloss wurde dabei zum Rathaus umgebaut.
Der 120 Meter lange Gewölbekeller des Schlosses wurde nach dem Verkauf des Schlosses gemäß einer Sonderregelung weiter vom fürstlichen Weingut Verrenberg als Keller genutzt. Im Keller lagerten rund 500.000 Liter Wein. Seit dem Jahr 2009 baut das Fürstliche Weingut seine Weine ausschließlich am neuen Standort im Öhringer Teilort Verrenberg aus.

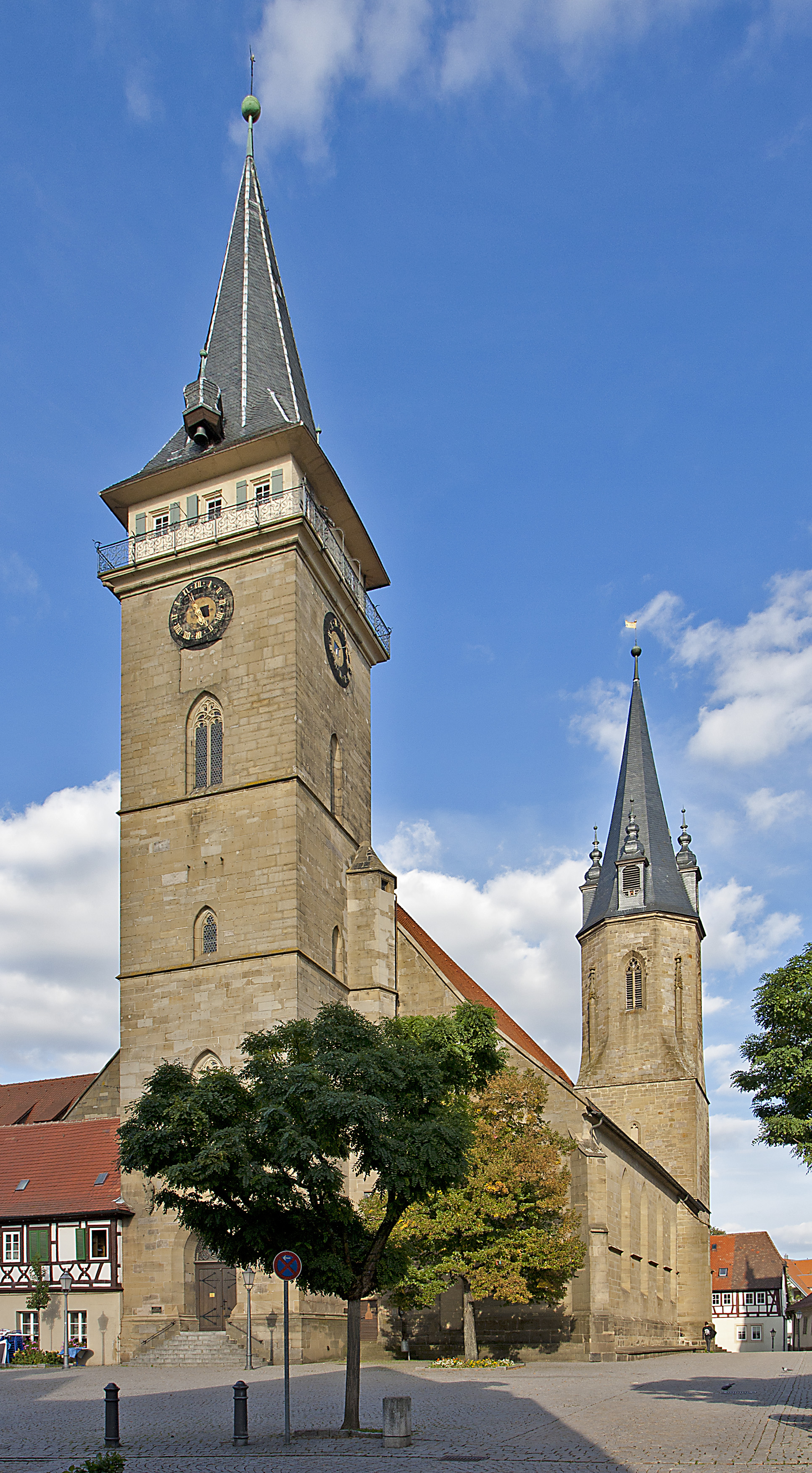
Stiftskirche mit Blasturm und Läutturm

#### Stiftskirche Peter und Paul
Die evangelische Stiftskirche Peter und Paul ist eine spätgotische, dreischiffige Hallenkirche. Sie wurde von 1454 bis 1497 errichtet. Der kunstvoll geschnitzte Holzaltar stammt aus dem Jahr 1498. In der Krypta befindet sich der Sarkophag der Kaiserinmutter Adelheid, die 1037 das Chorherrenstift in Öhringen gründete. Die Krypta ist außerdem Grablege des Hauses Hohenlohe.
Weitere evangelische Kirchen sind die Spitalkirche St. Anna und Elisabeth (1376 geweiht) und die Friedhofskirche St. Anna (erbaut 1520). Die katholische Kirche St. Joseph wurde erst 1960/61 erbaut.

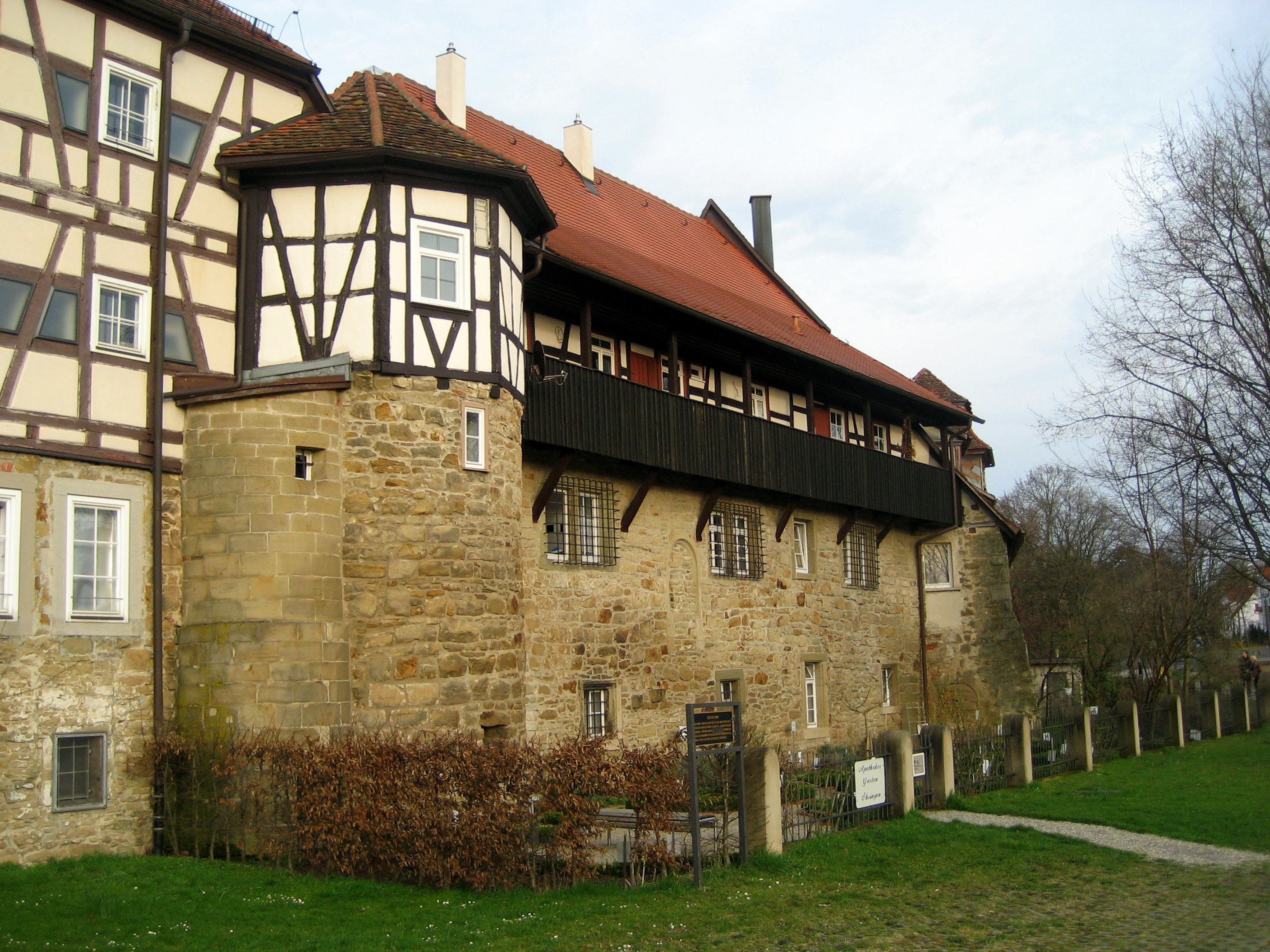
In der Altstadt am Stadtgraben, links der Gänsturm

#### Altstadt

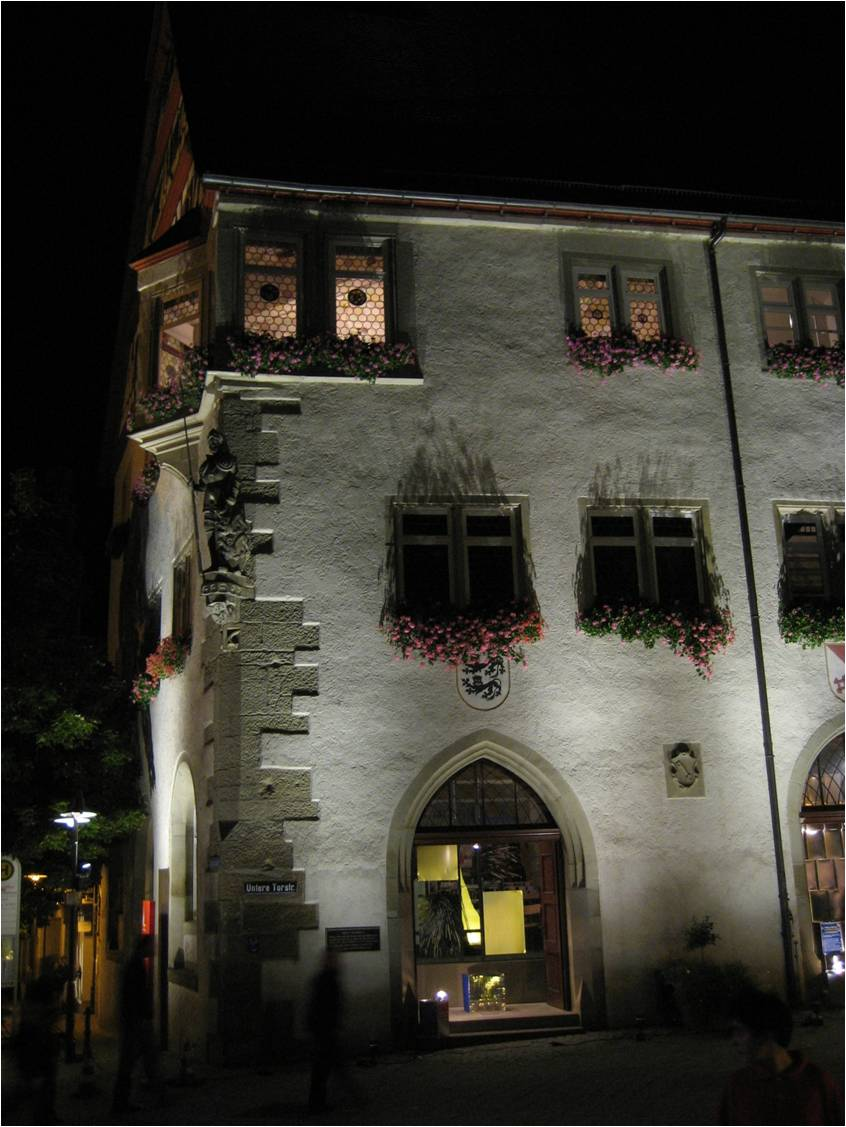
Altes Rathaus

Das 1353 gegründete Spital Öhringen wurde bereits 1376 vor die Tore der alten Stadt jenseits der Ohrn verlegt. Bei der Einweihung 1376 bestand das Spital aus der einschiffigen Spitalkirche, deren Chor noch erhalten ist, dem daran anschließenden Pfründner- und Verwaltungshaus, dem Back- und Metzelhaus sowie separaten Stall- und Scheunengebäuden. Alle Gebäude waren – mit Ausnahme der Kirche – um einen großen Hof gruppiert. Zusammen mit dieser Anlage entstand die Altstadt, die um 1380 eine Ummauerung in Form eines verschobenen Vierecks erhielt. Ein geschlossenes Straßenbild ergab sich durch die gleichmäßige Grundstücksgröße von 16 × 32 Meter.
Mit der alten Stadt Öhringen war die Altstadt durch eine hölzerne Ohrnbrücke an der Brückenmühle verbunden, die im 16. Jahrhundert durch eine steinerne Brücke ersetzt wurde. Diese rund 25 Meter lange Brücke überspannt die Ohrn in zwei Flachbögen (heutige Sattelmayerbrücke). Seit der Verlegung der Ohrn 1955/56 führt ein Fußweg im ehemaligen Bachbett unter der Brücke hindurch.
An der Altstadtmauer befinden sich die folgenden Türme:
- Spitalarchivturm
mit quadratischem Grundriss, drittes Obergeschoss mit verputztem Holzfachwerk, Mansardenzeltdach, an der Innenseite zugemauerter rundbogiger Durchgang mit Buckelquadern
- Gänsturm
mit rundem Grundriss, holzverschaltes Fachwerkgeschoss mit Zeltdach
- Storchsnestturm
mit rechteckigem Grundriss, Mauereckturm mit Schlüsselscharten
- Malefizturm
mit rundem Grundriss, 1,10 Meter starke Wände, zur Sühne von Malefizverbrechen
- Kessler- und Göckelsturm
mit eckigem Grundriss, Grundmauern restauriert[82]

#### Altes Rathaus
Das Alte Rathaus wurde 1504 an der Stelle des abgebrannten alten Rathauses errichtet. Bis 1979 diente es als Sitz des Rates und der Verwaltung. Das Haus mit Fachwerkgiebelfassade und Glockentürmchen (1570 ergänzt, mit Glocke und Uhr) dominiert das historische Stadtbild außerhalb des landesherrschaftlichen Bezirks am Marktplatz. Die großen gotischen Portale führten in eine große Kaufhalle im Erdgeschoss des Rathauses. Im ersten Obergeschoss befand sich anfänglich ein Tanzboden. Der Ratssaal mit Ausstattung der Renaissance entstand um 1603. An einer Ecke des Rathauses befindet sich eine Freiplastik des Grafen Kraft VI. aus dem Jahr 1549. Neben dem Rathaus befindet sich ein Brunnen mit einer Justitia-Statue. Sie ist ein Hinweis darauf, dass im Alten Rathaus einst das Gericht tagte. In den 1990er Jahren wurde das Gebäude grundlegend saniert, 1994 konnte die Stadtbücherei in das Alte Rathaus einziehen.

#### Prädikaturhaus

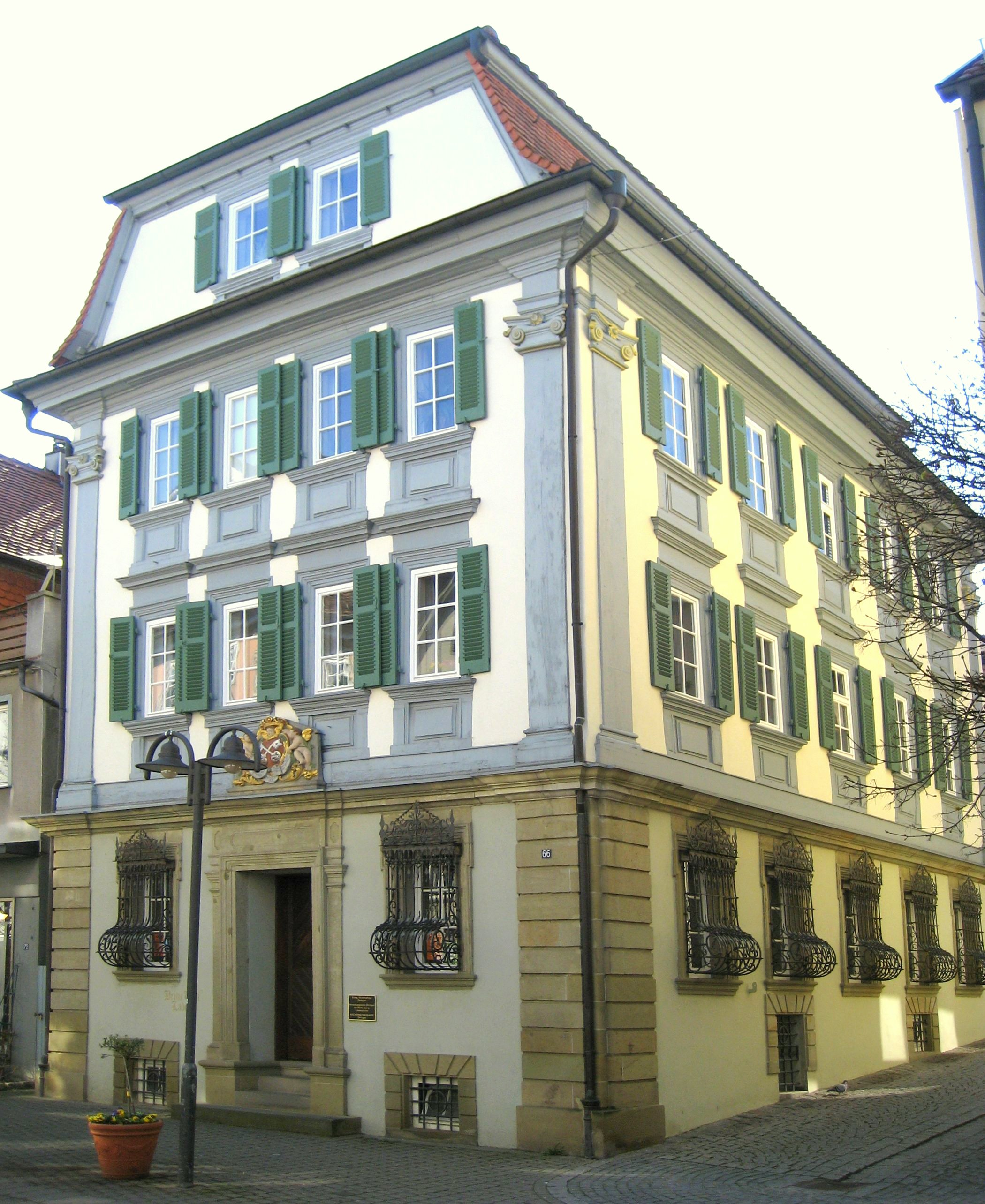
Prädikaturhaus

Das neue Prädikaturhaus in der Poststraße wurde 1735 nach Plänen des Öhringer Baumeisters Georg Peter Schillinger erbaut. Das dreistöckige Gebäude diente als Pfarrhaus. Über dem Portal ist als Rundschild das Wappen des Stifts mit den zwei überkreuzten Schlüsseln angebracht. 1810 fiel das Gebäude als Teil des „inkamerierten Stiftsvermögens“ an das Königreich Württemberg. Das Gebäude wurde 1875 renoviert und 1926 in das Landesverzeichnis der Baudenkmale aufgenommen. In den Jahren 1954 und 1989 wurde es erneut renoviert. Seit den 1970er Jahren befindet sich das Prädikaturhaus im Eigentum der evangelischen Kirchengemeinde. Nachdem zuerst die Diakonische Bezirksstelle darin untergebracht wurde, befinden sich heute die Kirchenpflege und eine kirchliche Verwaltungsstelle sowie ein Weltladen im Haus.

#### Karlsvorstadt
Die Karlsvorstadt wurde 1780 bis 1806 vor dem östlichen Stadttor an der alten Landstraße nach Neuenstein nach Plänen der Gebrüder Glenck angelegt. Sie umfasste dreiundzwanzig Bauten (einschließlich des neuen Tores), die in ihrer Gestaltung aufeinander abgestimmt waren. Vor allem unverputzte Werksteinhäuser mit Mansardenwalmdach prägten die Karlsvorstadt. Die drei Geschosse der Häuser waren durch Gesimse voneinander getrennt. Die Gärten wurden mit Mauern zur Straße hin abgegrenzt, die Einfahrten mit kugelbesetzten Pfeilern eingefasst. In der zweiten Hälfte des 20. Jahrhunderts wurde das Bild der Karlsvorstadt durch den Umbau der Löwenkreuzung und die teilweise Verlegung der Hauptstraße aus der Karlsvorstadt sowie den Abbruch eines Gebäudes stark verändert.

#### Oberes Tor
Das Obere Tor wurde zusammen mit der Karlsvorstadt ebenfalls nach Plänen der Gebrüder Glenck errichtet und 1792 fertiggestellt. Es diente als Ersatz für das abgebrochene Stadttor an dieser Stelle. An dieser Stelle stand auch der ebenfalls abgebrochene Obertorturm aus staufischer Zeit. Die Tafeln an der Ostseite der im klassizistischen Stil erbauten Toranlage zeigen das Wappen der Fürstenlinie Hohenlohe-Neuenstein. Die eisernen Torflügel wurden 1835 entfernt. Für Fußgänger wurden an beiden Seiten des Tors im Jahr 1955 Durchbrüche geschaffen, das gesamte Tor wurde 1991 renoviert. Das Obere Tor wurde entfernt dem zeitgleich erbauten Brandenburger Tor in Berlin nachempfunden. Die Poststraße, die am Oberen Tor endet, war einst die Hauptverbindung durch die Stadt zwischen dem (abgebrochenen) Unteren und dem Oberen Tor.

#### Hofjägerhaus

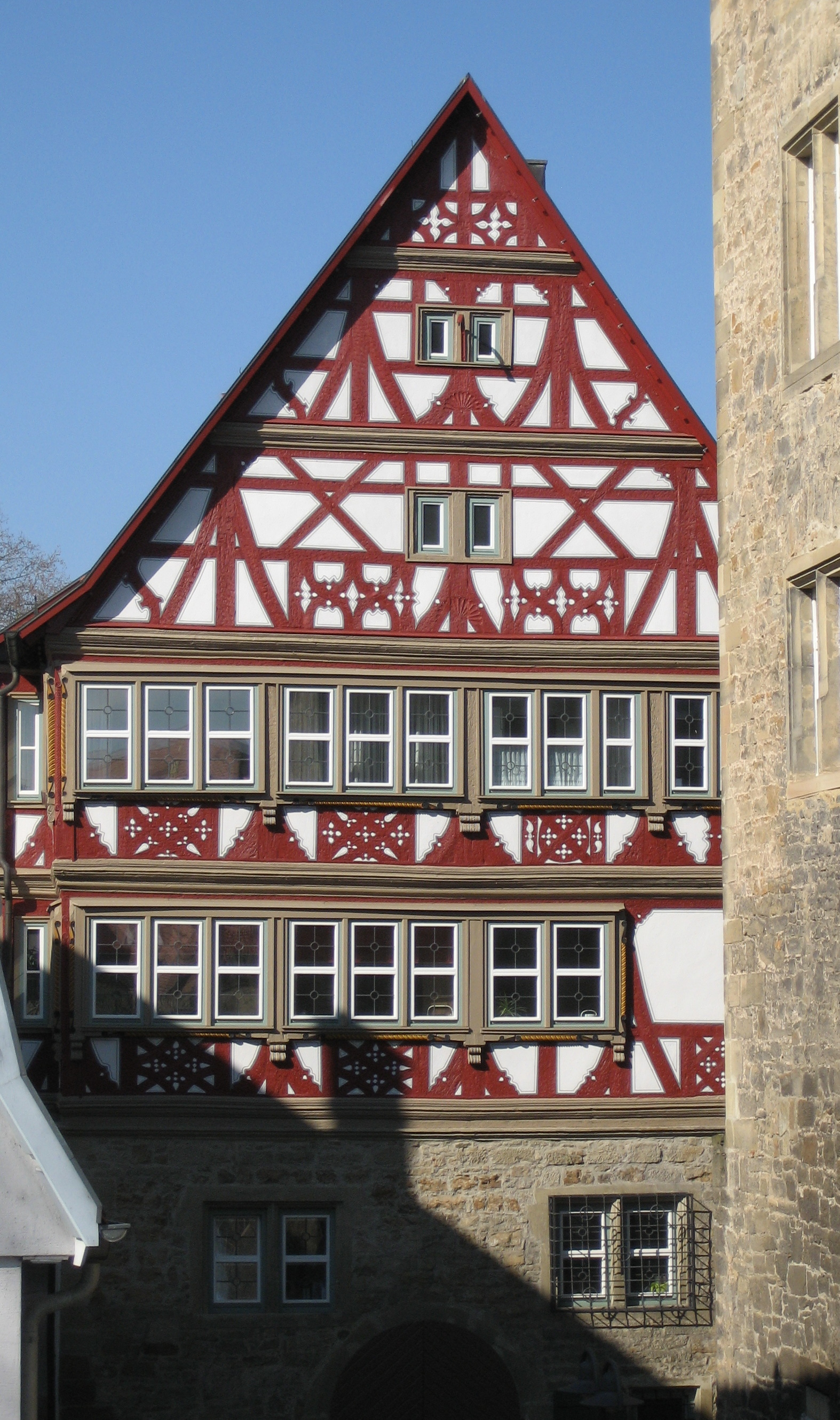
Hofjägerhaus

Der Fachwerkbau wurde 1578 erbaut. Das Gebäude steht auf einem hohen Untergeschoss aus Sandstein. Es war zeitweilig die Wohn- und Amtsstätte des fürstlichen Hofjägers. 1985/86 wurde das Hofjägerhaus renoviert; in ihm befindet sich die Kreisbaugenossenschaft.

#### Gelbes Schlössle
Der Eingang zum Gelben Schlössle nennt das Baujahr 1580. Das schlossähnliche Gebäude in der heutigen Bismarckstraße wurde vermutlich von der Landesherrschaft für Bedienstete errichtet. In einem Stadtplan von 1819 wird es als Königliches Schlößchen bezeichnet. Das „vormalige fürstliche Kammergebäude, hinter der Post, unfern der Stadtmauer, mit einem an die Stadtmauer gebauten Holzstall, einem eingezäunten Würzgärtlein und zu ebener Erde einem Stall für vier Pferde“ wurde 1823 vom Staat an einen Privatmann verkauft. Vor dem Ersten Weltkrieg erwarb der Weinhändler Moritz Frießner das Gebäude „wegen des großen Kellers“. In den 1920er Jahren wurde bei einer Renovierung das Fachwerk freigelegt, und das Gelbe Schlössle erhielt sein heutiges Aussehen. Das Gebäude wurde 1993 erneut renoviert.

#### Kirchen in den Stadtteilen
In den Stadtteilen gibt es folgende Kirchen: Baumerlenbach (evangelische Kirche, erbaut 1737), Untersöllbach (Salvatorkapelle, erbaut 1711/13, mit gotischen Resten), Michelbach am Wald (evangelische Kirche von 1611; 1752 und 1785 erweitert), Möglingen (alte Kirche mit 1759 erbautem Kirchenschiff) und Ohrnberg (evangelische Kirche mit romanisch-gotischen Resten, das Schiff wurde 1601/02 umgebaut).

#### Mühlen in Öhringen
An der Ohrn gab es auf dem Stadtgebiet zahlreiche Mühlen, darunter die Ölmühle in Cappel (abgebrochen), in Öhringen die Pfaffenmühle (abgebrochen), die Walkmühle (abgebrochen), die Brückenmühle, die Wirtsmühle und die Weidenmühle. Eine weitere Mühle befand sich in Möhrig.

### Hofgarten

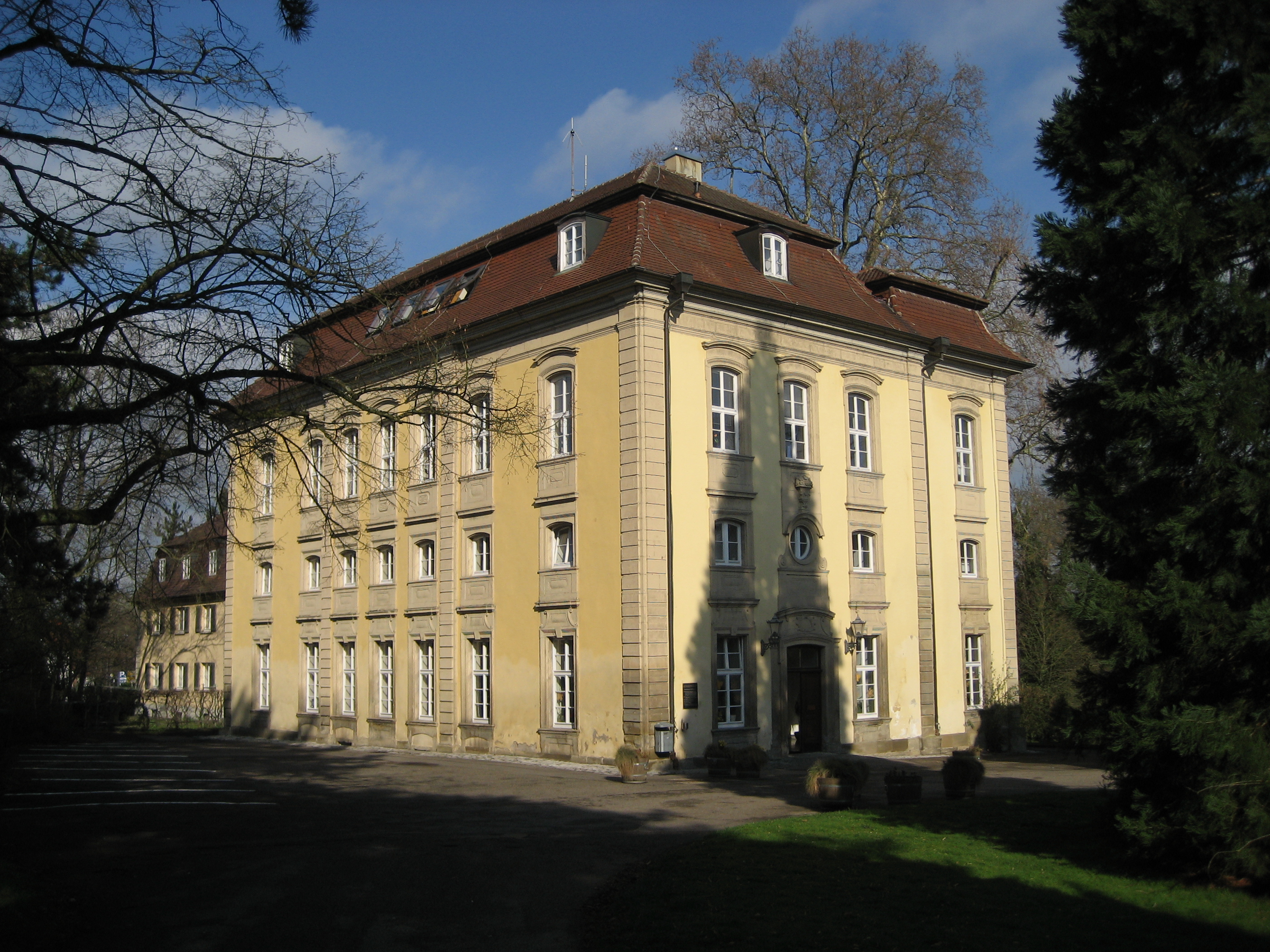
Bürgerhaus im Hofgarten (ehemaliges Hoftheater)

Der Hofgarten ist ein historischer Landschaftsgarten, der ursprünglich zum Öhringer Schloss gehörte. Mit dem Schlosshof ist er über eine große Freitreppe verbunden. Das sechs Hektar große Gelände zwischen der Stadtmauer und dem heutigen Bett der Ohrn wurde ab 1713 von Graf Johann Friedrich II. von Hohenlohe-Neuenstein erworben und als Park im französischen Stil angelegt. 1743 kaufte Johann Friedrich II. ein Gelände südlich des bestehenden Parks zur Erweiterung. Im selben Jahr wurde nach Plänen des Hofzimmermeisters Georg Peter Schillinger ein Saalbau errichtet, der von zwei Gewächshäusern flankiert wurde. Im Saalbau wurde 1787 ein Theatersaal eingerichtet (Hoftheater).
Um 1800 wurde der Hofgarten im Stil eines Englischen Gartens umgestaltet. 1807 wurde der nordwestliche Teil, die Bürgerfreude, zu Ehren des preußischen Generals Fürst Friedrich Ludwig zu Hohenlohe-Ingelfingen, Fürst zu Hohenlohe-Öhringen erworben und angelegt. Fürst August zu Hohenlohe-Oehringen stiftete 1815 einen Obelisken mit der Aufschrift Den guten Bürgern der Stadt Öhringen. 1807–1815, der sich heute noch unweit der Sattelmayerbrücke befindet. Um 1840 entstand im Hofgarten der Große See. Hofgartenkonzerte, wie sie heute noch von den Musikvereinen der Stadt veranstaltet werden, finden seit 1896 statt.
Bei der Ohrnkorrektion 1955/56 wurde das Bett der Ohrn von der Stadtmauer in den Hofgarten und um die Altstadt verlegt (siehe auch: Ohrn). Mit dem Verkauf des Schlosses an die Stadt Öhringen ging der Hofgarten in städtischen Besitz über. Das Hoftheater wurde 1966 vollständig erneuert, und Klassenräume wurden darin eingerichtet. Ein großer Kinderspielplatz wurde 1967 angelegt, ein Tiergehege 1971 eingerichtet. Die große hölzerne Freitreppe über den ehemaligen Stadtgraben war erstmals 1781 erbaut worden und wurde 1812 erneuert. Im Jahr 1968 wurde sie durch eine Beton-Stahl-Konstruktion ersetzt, die vor der Landesgartenschau 2016 wieder erneuert wurde. Vor dem Hoftheater wurde 1974 eine Musikbühne für die Hofgartenkonzerte gestaltet.

### Vereine
Die Ortsgruppe Öhringen des Schwäbischen Albvereins wurde 2006 mit der Eichendorff-Plakette ausgezeichnet.

### Sport und Sportanlagen

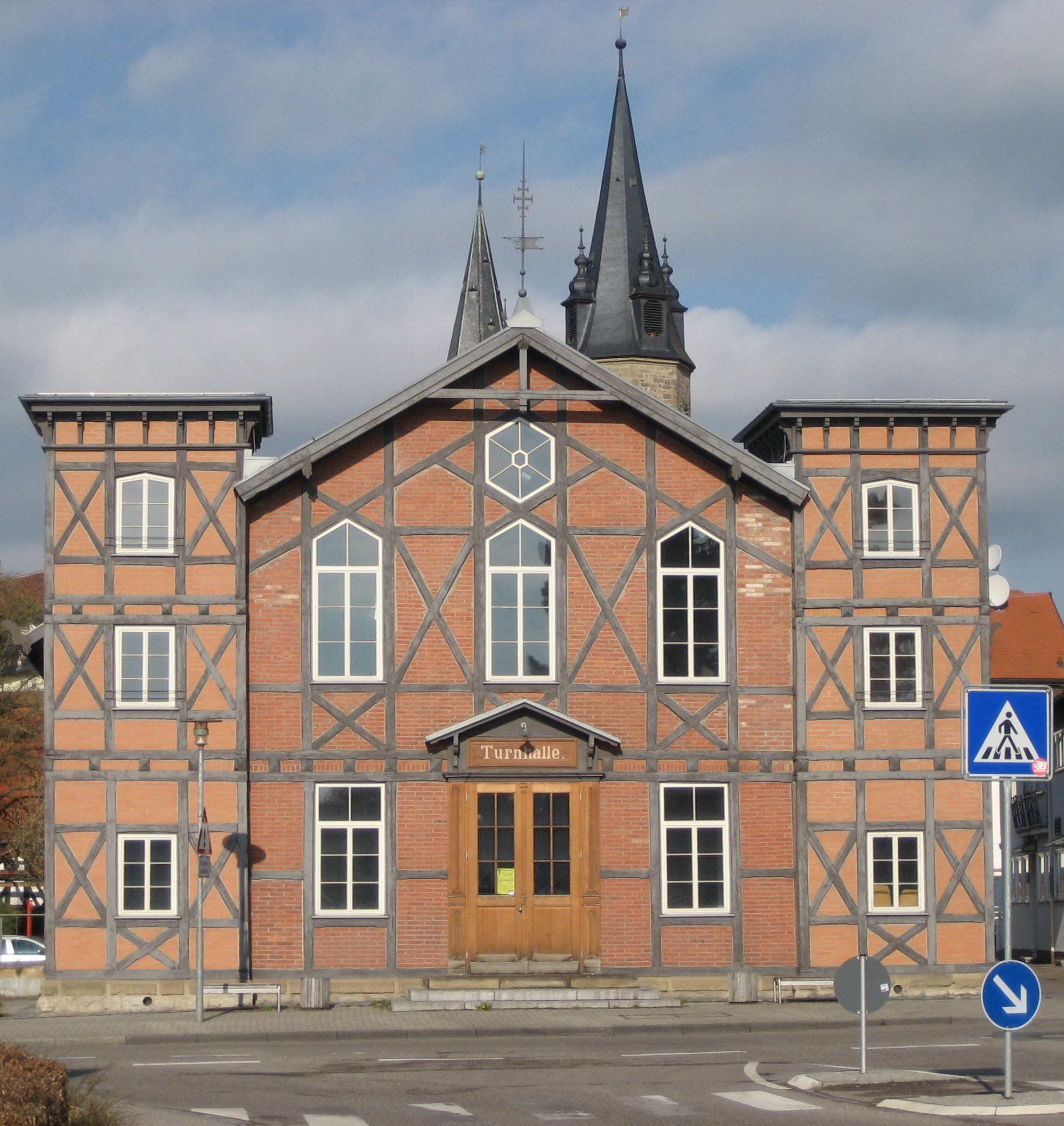
Alte Turnhalle

Die erste Turnhalle war die heute noch bestehende Alte Turnhalle an der Allmand, die vom Männerturnverein, der Stadt Öhringen und dem Königreich Württemberg erbaut und 1889 fertiggestellt wurde. Bis 1961 war sie die alleinige Halle, diente dem Vereins- und Schulsport und wurde zugleich für kulturelle und gesellschaftliche Veranstaltungen verwendet. Im Jahr 1961 errichtete die Stadt zusammen mit der Turn- und Sportgemeinde (TSG) Öhringen die Karl-Huber-Halle mit Stadion. Besonders für den Schulsport reichten die vorhandenen Möglichkeiten nicht aus, so dass im Jahr 1980 die Hohenlohe-Halle eingeweiht wurde. Der Landkreis errichtete in Öhringen eine einteilige Sporthalle (Am Ochsensee) für den Schulsport der Kreisschulen. Gemeinsam mit dem Kreis baute die Stadt Öhringen Anfang der 1990er Jahre die Römerbad-Halle, die für den Schul- und Vereinssport zur Verfügung steht.
Ein erstes Freibad entstand provisorisch 1942 an der Ohrn. 1951 wurde das neue Freibad eingeweiht, das heute noch an derselben Stelle besteht. Im Lauf der Jahre wurde es immer wieder erweitert und umgebaut. Mit einem Teil der Erlöse aus dem Verkauf von EnBW-Aktien konnte die Stadt 2004/05 das Freibad für 4,8 Millionen Euro umfassend sanieren und umbauen. Seit der Eröffnung im Mai 2005 verfügt das beheizte Freibad mit dem Namen H2Ö über ein 25 Meter langes Schwimmbecken, mehrere Spielbereiche, Sprungtürme sowie eine 120 Meter lange Rutsche.
1977 wurde neben dem Freibad das Hallenbad eingeweiht. Finanziert werden konnte es zu einem Teil über eine Ausgleichszahlung des Landes Baden-Württemberg, da Öhringen im Zuge der Kreisreform von 1973 den Kreissitz verloren hatte.
Der größte Sportverein in Öhringen und im Hohenlohekreis ist die Turn- und Sportgemeinde (TSG) Öhringen mit rund 3.500 Mitgliedern.
Der Männerturnverein wurde 1848 gegründet, 1907 der Hohenlohesportverein. Die beiden Vereine verschmolzen 1934 zur Turn- und Sportgemeinde Öhringen.
Bei der Fußball-Weltmeisterschaft 2006 in Deutschland war Öhringen zusammen mit Friedrichsruhe (Gemeinde Zweiflingen) offizielles FIFA-WM-2006-Quartier, die Nationalmannschaft Australiens trainierte auf den Öhringer Sportanlagen.

### Regelmäßige Veranstaltungen

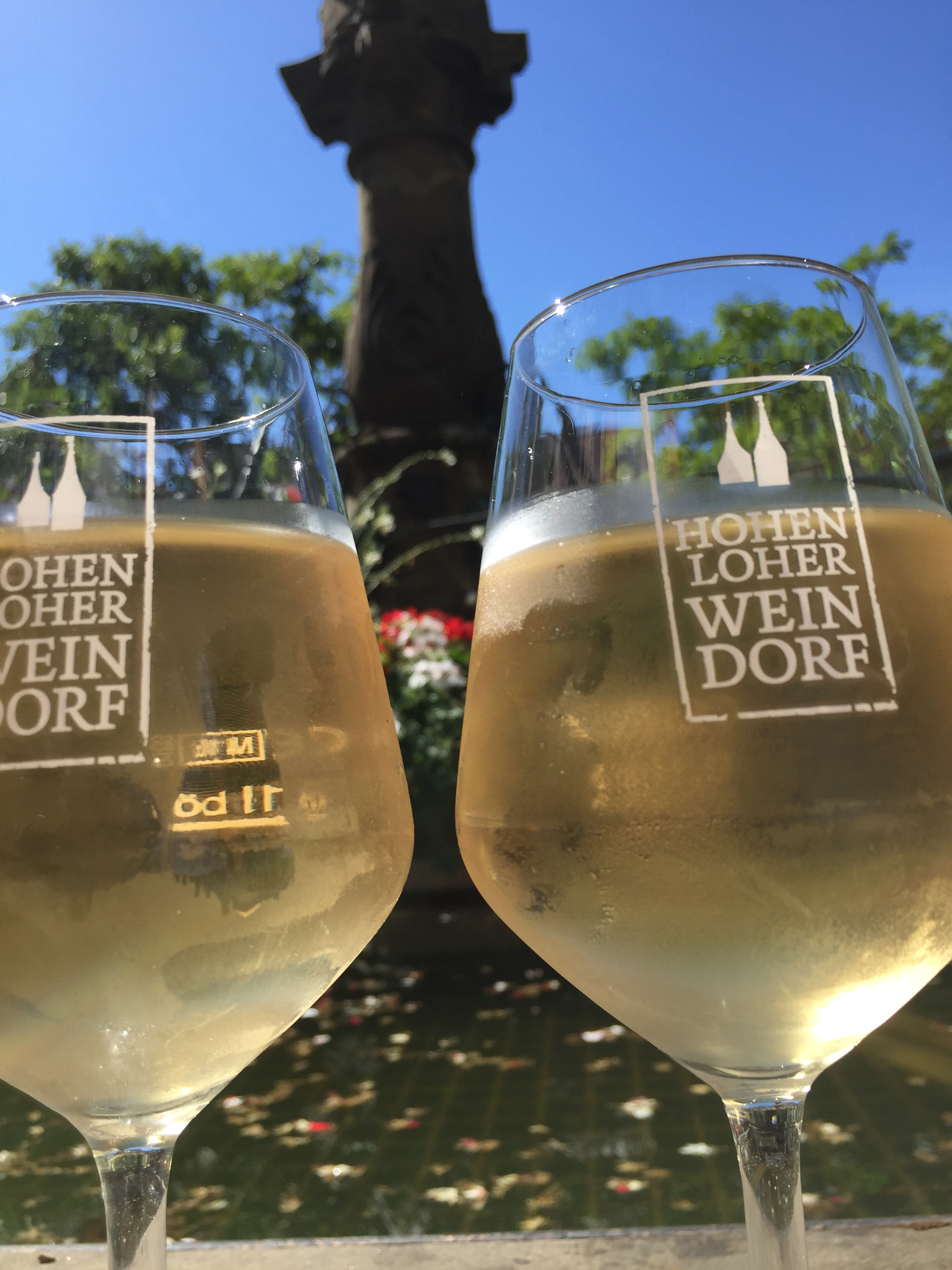

Ein Pferdemarkt in Öhringen wird erstmals 1582 erwähnt. Seit 1823 findet am dritten Montag im Februar der Öhringer Pferdemarkt mit Zuchtpferdeprämierung und Krämermarkt in der Innenstadt statt. Die Veranstaltungen zum Pferdemarkt beginnen bereits am Tag zuvor mit einem verkaufsoffenen Sonntag und einer Verkaufsausstellung von landwirtschaftlichen Maschinen und Geräten.
Die Öhringer Woche Ende April, Anfang Mai ist eine Veranstaltung des Handels- und Gewerbevereins mit Modenschauen, Kindernachmittagen und Open-Air-Konzerten. Die Öhringer Woche endet meist mit einer Mai-Hocketse am 30. April. Am 1. Mai findet die Veranstaltung Brauchtum unter dem Zunftbaum mit anschließendem Konzert der Stadtkapelle statt.
Das seit 1996 jeweils am ersten Juli-Wochenende stattfindende Hohenloher Weindorf ist eine Veranstaltung der Stadt Öhringen und der Interessengemeinschaft Weindorf und dauert von Donnerstag bis Montag.
Am letzten Wochenende im August findet im Stadtteil Verrenberg ein Weinfest statt. Ein weiteres Weinfest findet im Stadtteil Michelbach am dritten September-Wochenende statt.
Im Advent wird die Stadt zum Märchenhaften Öhringen. Dabei werden zahlreiche Motive aus Märchen in der Innenstadt aufgebaut, an den einzelnen Stationen können die entsprechenden Märchen angehört werden. Parallel dazu findet an den ersten drei oder vier Adventswochenenden der Öhringer Weihnachtsmarkt statt, veranstaltet vom Handels- und Gewerbeverein in Zusammenarbeit mit der Stadt Öhringen.

### Landesgartenschau 2016
Vom 22. April bis zum 9. Oktober 2016 fand in Öhringen die Landesgartenschau von Baden-Württemberg mit mehr als 4000 Veranstaltungen und rund 1,3 Millionen Besuchern statt.